# Sapor I
Sapor I, Xapur I ou Chapur I (em latim: Sapor; em persa médio: 𐭱𐭧𐭯𐭥𐭧𐭥𐭩, Šābūhr; em persa: شاپور; romaniz.: Šāpūr; em árabe: الصبور, al-Sābūr), também chamado Sapor, o Grande, foi o 2.º xá do Império Sassânida. A datação de seu reinado é disputada, mas geralmente se afirma que reinou de 240 até 270, embora se admita que reinou como coimperador de seu pai Artaxes I antes da morte dele em 242. Ainda correinando com seu pai, ajudou na conquista e destruição da cidade árabe de Hatra, cuja queda teria sido facilitada, segundo a tradição islâmica, pelas ações de sua futura esposa Nadira. Então, consolidou e expandiu o império de Artaxes e conduziu guerra contra o Império Romano (242–244), tomando Nísibis e Carras e avançando fundo na Síria. Foi derrotado na Batalha de Resena de 243 pelo imperador Gordiano III (r. 238–244), mas foi capaz de concluir um acordo de paz favorável em 244 com o imperador seguinte, Filipe, o Árabe (r. 244–249), uma paz tida como "o tratado mais vergonhoso" que os romanos assinaram com um líder estrangeiro até então.
Em 252/253, aproveitou-se do tumulto político dentro do Império Romano e avançou na Síria, Anatólia e Armênia. Conseguiu saquear Antioquia. Em 256, novamente invadiu o Império Romano e destruiu Dura Europo. Em 260, derrotou Valeriano na Batalha de Edessa e capturou-o. Em suas vitórias sobre os romanos, não pareceu interessado em ocupar permanentemente as províncias latinas, optando por partir com vasto butim. Os cativos de Antioquia, por exemplo, foram alocados na recém-reconstruída cidade de Bendosabora, mais tarde famosa como centro de erudição. Na década de 260, sofreu revezes sob Odenato, líder árabe de Palmira. Em seus últimos anos, segundo suas inscrições, ainda se manteve ativo na corte, realizando demonstrações de arquearia e realizando caças. Faleceu devido a uma doença em Bixapur em maio de 270.
Sapor foi representado em vários baixos-relevos. Foi o primeiro rei da Pérsia a usar o título de rei de reis de arianos e não-arianos ao deportar muitos romanos em suas campanhas no Império Romano e promoveu a reforma religiosa no Império Sassânida, indicando favor a Maniqueu, fundador do maniqueísmo. Além disso, construiu novos templos de fogo zoroastristas, incorporou elementos novos a fé da Pérsia a partir de fontes gregas e indianas e conduziu um amplo programa de reconstrução e refundação de cidades. Suas medidas causam a ascensão da posição do clero zoroastrista, a tolerância religiosa e aceleram o espalhar do judaísmo, maniqueísmo e cristianismo na Pérsia. Também faz importantes reformas no sistema monetário persa a partir da cunhagem de seu pai e o exército passa por transformações em seu tempo.

## Nome
O nome Xapur (Šapur) combina as palavras šāh (rei) pūr (filho), significando literalmente "filho do rei". Seu nome foi utilizado por vários reis e notáveis durante o Império Sassânida e além e deriva do persa antigo Quexaiatia.putra (*xšayaθiya.puθra). Pode ter sido um título, mas ao menos desde as últimas décadas do século II tornou-se um nome próprio. Foi registrado em parta (𐭔𐭇𐭉𐭐𐭅𐭇𐭓, šḥypwḥr) e persa médio (𐭱𐭧𐭯𐭥𐭧𐭥𐭩, šhpwr-y) como Xapur, em pálavi maniqueísta como Xabur (em parta: 𐫢𐫀𐫁𐫇𐫍𐫡, Š’bwhr), no livro pálavi como Xapur (šhpwhl), em armênio como Xapu (Շապուհ, Šapuh) e Xapur (Շապուրհ, Šapurh), em siríaco como Xabor (ܫܒܘܪ, Šāḇōr), em sogdiano como Xapur (š’p(‘)wr), em grego como Sapores (Σαπώρης, Sapṓrēs), Sabur (Σαβούρ, Saboúr) e Sabor (Σαβόρ, Sabór), em latim como Sapores e Sapor, em árabe como Assabur (الصبور, al-Sābūr) e em persa novo como Xapur (شاپور / شاه پور, Šāpur / Šāhpur), Xafur (شاهفور, Šahfur), etc. No Talmude, seu nome é registrado como Ševor Malka.

## Vida

### Nascimento lendário

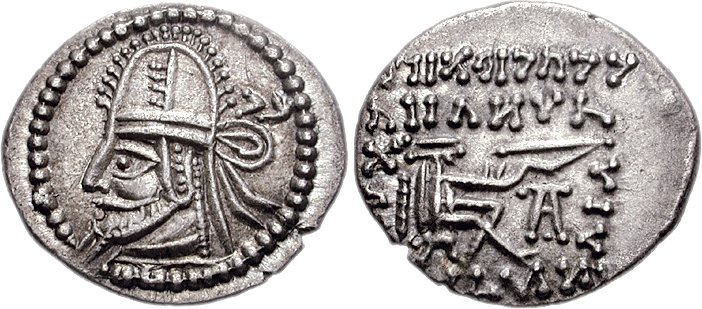
Dracma de r., suposto avô de Sapor

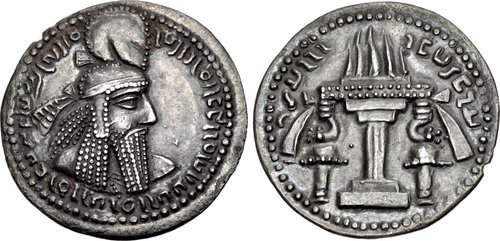
Dracma de

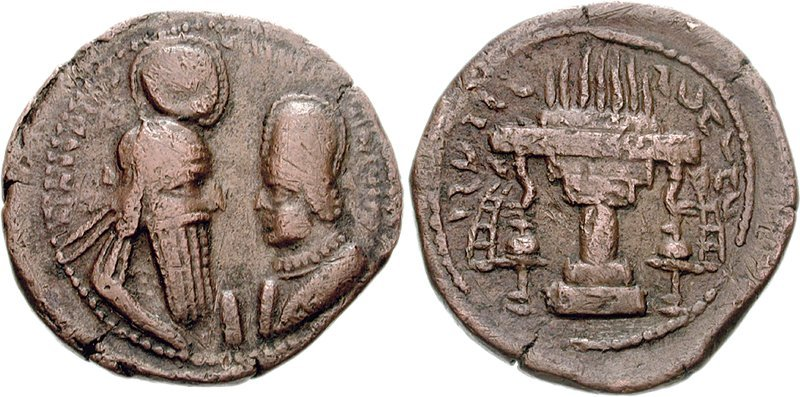
Moeda de cobre de Artaxes e Sapor

Sapor era filho de Artaxes I. A data de seu nascimento é incerta. Segundo a obra em persa médio Livro dos Feitos de Artaxes, Filho de Pabeco, após derrotar o xá Artabano IV (r. 208–224), Artaxes casou-se com uma filha de nome desconhecido do xá. Os irmãos da princesa, ao encontrarem santuário com o xá de Cabul, escreveram para ela e incitaram-a, por laços familiares, a envenenar Artaxes. Providencialmente, o copo com líquido envenenado derramou e o xá notou as intenções dela. O mobadã mobade informou o xá que a punição para tal ato era a morte e Artaxes ordenou-lhe que a sentença fosse executada. Artaxes contou-lhe que a princesa estava grávida de sete meses e carregava um filho seu. O mobade, ciente do futuro arrependimento do xá, optou por escondê-la e ela deu à luz Sapor. Segundo Tabari, noutro relato, quando Artaxes assumiu o poder, massacrou todos os membros da dinastia arsácida, homens e mulheres, em respeito a profecia de seu avô Sasano. Não poupou ninguém, exceto uma dama que encontrou no palácio real. Foi atingido por sua beleza e perguntou-lhe sobre suas origens e ela lhe disse que era a aia de uma das esposas do rei quando, na verdade, era filha do rei. Artaxes perguntou se era virgem e ela respondeu que sim. Eles tiveram intercurso sexual e ele levou-a como uma de suas concubinas, que engravidou. Quando pensou que estava segura, ela lhe disse que era arsácida e Artaxes, apesar de apaixonado, chamou Harjande ibne Sã (descrito por Abu Hanifa como vizir de Artaxes) para levá-la e executá-la. Ela lhe disse que estava grávida e Harjande levou-lhe para junto das parteiras que confirmaram a gravidez.
Harjande levou-a para uma cela subterrânea e então cortou sua própria genitália, colocou numa caixa e selou. Retornou ao rei e ele lhe perguntou, "O que você fez?" e Harjande respondeu: "Eu a consignei para as entranhas da terra" e entregou a Artaxes a caixa, pedindo que selasse com seu selo pessoal e colocasse em seus tesouros pessoais; Artaxes assim o fez. Ela ficou com Harjande até dar a luz a seu filho. Ele não queria dar um nome inferior à sua posição, nem contar sobre suas origens até que fosse uma criança crescida e tivesse concluído sua educação e adquirido boas maneiras (adabe). Determinou as conjunções astrais no momento do nascimento do garoto e montou para ele seu horóscopo; ao fazê-lo descobriu que a criança seria rei, então decidiu lhe dar um nome que seria uma descrição e também um nome pessoal. Assim, chamou-o Sapor, que significa "filho do rei" (ibne Maleque); Tabari diz também que era chamado "Sapor Aljunude" ("Sapor dos Exércitos") e que segundo outros autores o futuro xá também foi batizado como Axabur (Ašah Bur; "filho de Ársaces"), em referência a linhagem de sua mãe.
Tabari diz que por vários anos Artaxes não teve filhos e estava desesperado com a possibilidade de não ter descendentes. Harjande então teria se aproximado do rei e após breve conversa, pediu que Artaxes trouxesse a caixa que anos antes pediu que guardasse. Artaxes o fez e então a abriu. Dentro dela, além das genitálias cortadas de Harjande, também havia um documento no qual o homem explicava tudo o que fez. Ao saber disso, Artaxes ordenou que Sapor fosse colocado em meio a um grupo de 100 jovens — segundo outros, entre mil jovens — todas com a mesma aparência e altura e então fossem exibidos diante do rei. Quando Artaxes olhou o grupo imediatamente reconheceu seu próprio filho. Então Artaxes ordenou que todos fossem à antecâmara do palácio real onde receberam bastões de polo para jogar com uma bola enquanto o rei estava sentado em seu trono dentro do palácio. A bola voou à câmara do palácio onde o rei estava e todos os jovens ficaram receosos de entrar ali, exceto Sapor. Ao vê-lo entrar, e mais convencido de que era seu filho, perguntou seu nome e ao saber que era Sapor reconheceu-o como herdeiro.

### Correinado com Artaxes

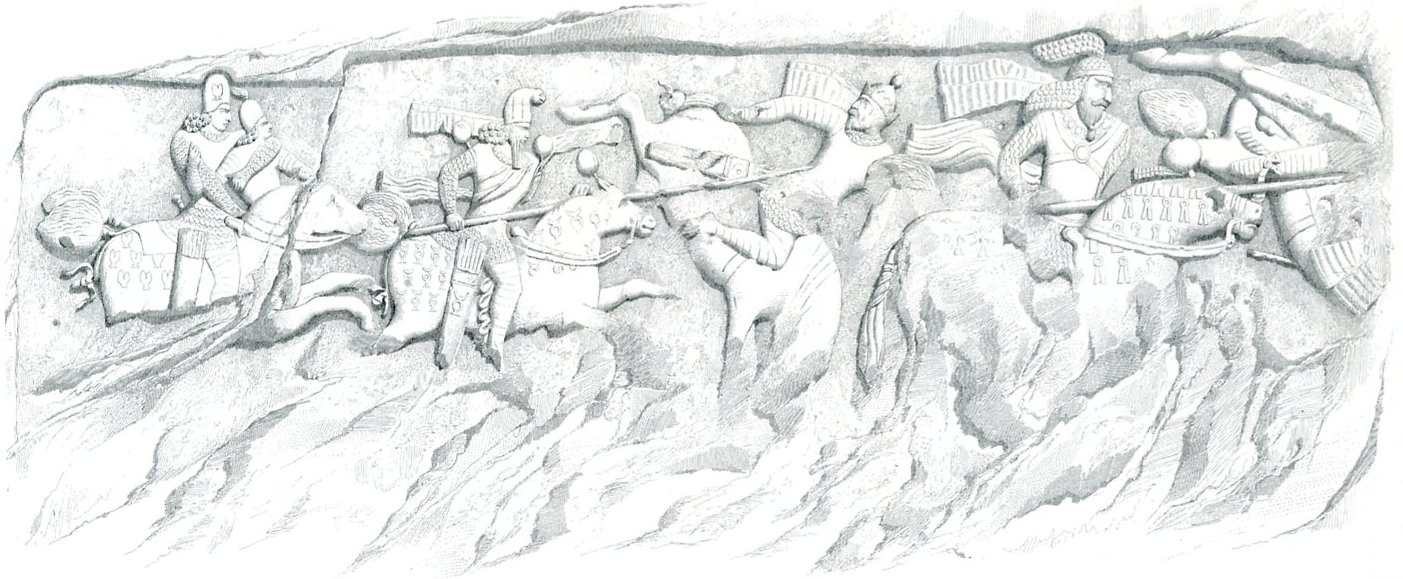
Gravura de Eugene Flandin de 1840 do relevo de Firuzabade da vitória de Artaxes contra as forças do arsácida

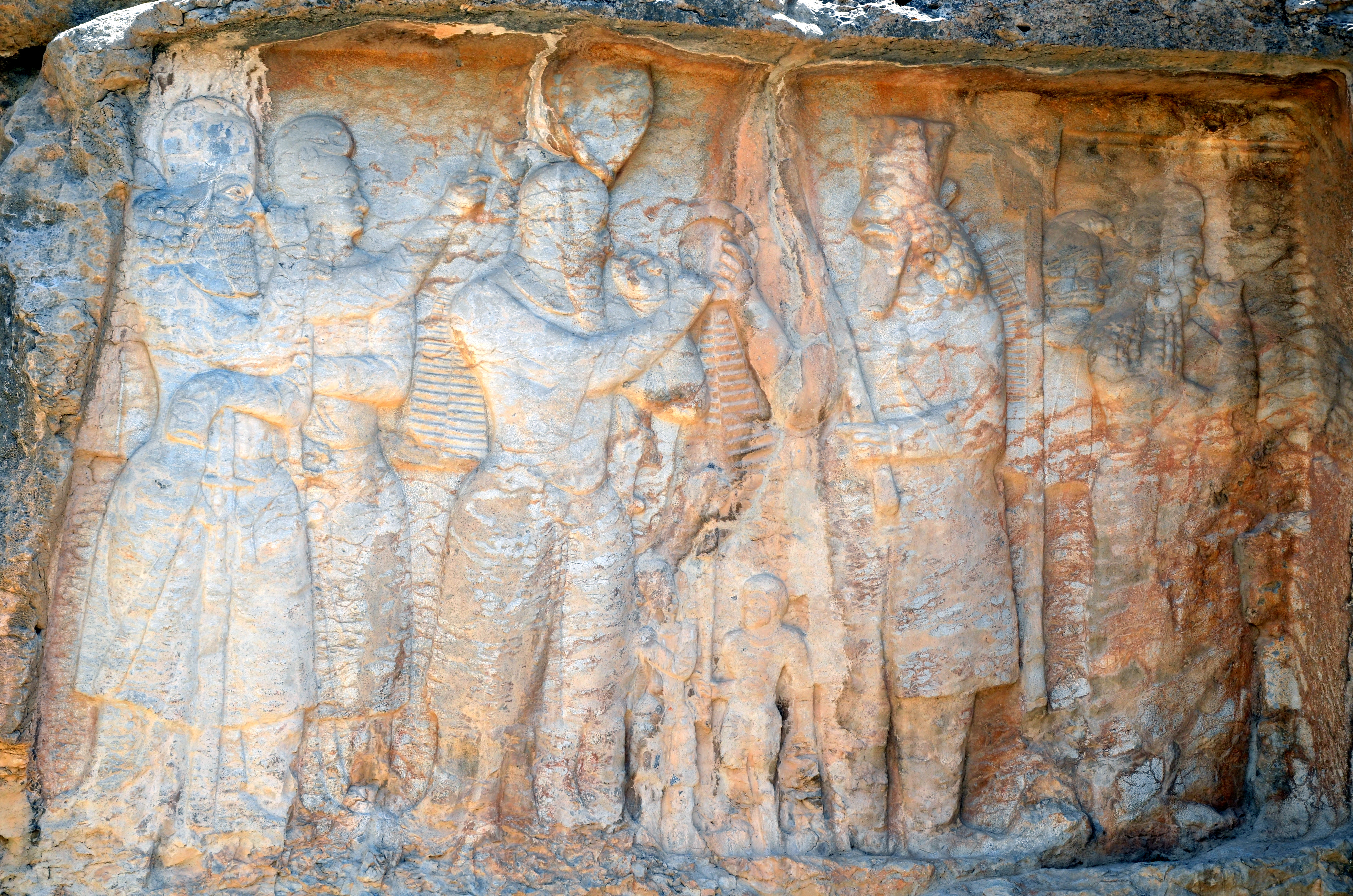
Baixo-relevo de Artaxes em Naqsh-e Rajab

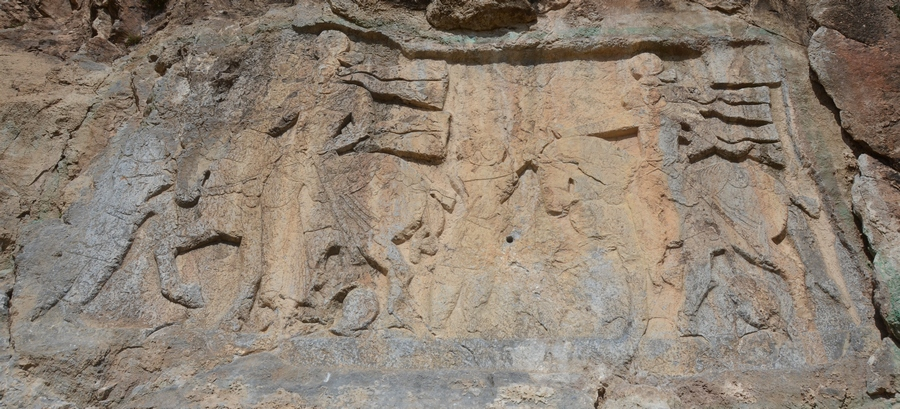
Baixo-relevo de Artaxes e Sapor prendendo um rei e um vizir, Salmas

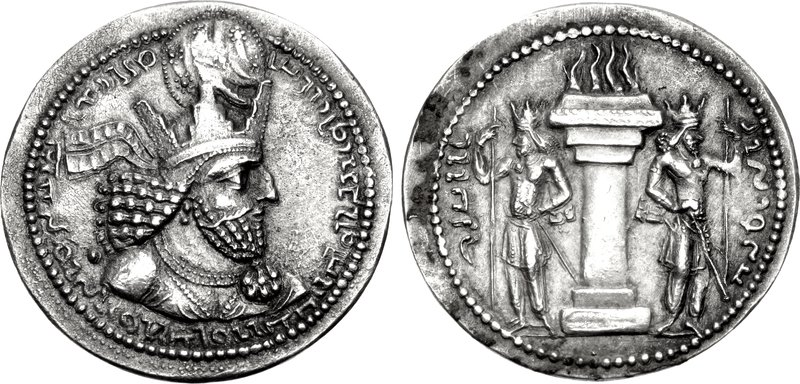
Dracma de Sapor cunhado ca. 240-244

Ao que parece, o sucessor de Artaxes deveria ser Artaxes, um possível filho, que atuou como governante do Sacastão durante seu reinado, porém por razões desconhecidas Sapor tornou-se o herdeiro aparente; quiçá Sapor teve seu papel nisso.[b] Segundo Tabari, participou na campanha de seu pai contra Artabano, informação confirmada pelo relevo que retrata a vitória de Artaxes em Firuzabade. Almaçudi afirmou que Artaxes julgava-o "mais gentio, sábio, bravo e capaz de todos os seus filhos" e nomeou-o como sucessor numa reunião dos magnatas. Sapor aparece em relevos de investidura de Artaxes em Naqsh-e Rajab e Firuzabade como seu herdeiro aparente e a informação disponível indica que depois cogovernou com ele. Balami afirma que "Artaxes colocou com sua mão sua coroa sobre a cabeça de Sapor" e Almaçudi confirma isso, adicionando que Artaxes se retirou para servir Deus e viveu por um ano ou mais. Segundo o Códice de Mani de Colônia, no ano 240, Artaxes "subjugou a cidade de Hatra e Sapor, seu filho, colocou sobre sua cabeça [de Maniqueu] a grande diadema [real]", indicando período de sinarquia.
Em provável reconhecimento disso há o relevo do noroeste do Irã em Pir Cavus perto de Salmas, no Azerbaijão, que talvez parece representar a comonarquia e apresenta dois cavaleiros, ambos usando a coroa de tipo baixo de Artaxes; foi datado do período da sinarquia. No fim de 242, o imperador Gordiano III (r. 238–244) enviou uma carta de Antioquia, na Síria, ao senado alegando que removeu a ameaça "dos reis persas" (reges persarum) da cidade, significando que em 242 havia dois xás. Moedas tardias de Artaxes continuaram a ter usual reverso com elaborado altar de fogo e legenda NWR[’] [Z]Y [’r]t[x]štr ("Fogo de Ardaxštar"), porém também o apresentam olhando um jovem – simbolicamente representando Sapor – e uma nova legenda: mzdysn bgy shpwhry MLK’ ‘ yr’n MNW štry MN yzd’n ("Divino Sapor, rei do Irã, cuja semente é dos deuses"). As próprias moedas de Sapor mostram-no usando sua famosa coroa mural e um altar de fogo flanqueado por dois servos. Noutro relevo de Darabeguerde, Sapor é representando vitorioso sobre os romanos e usando a coroa de Artaxes, provavelmente simbolizando a vitória compartilhada de pai e filho.
A data de sua coroação foi por muito tempo motivo de debate. O testemunho de seu cortesão Abenum de que os romanos marcharam contra a Pérsia "no terceiro ano de Sapor, rei de reis" prova que sua ascensão ocorreu em 240, como calculado por W. B. Henning em 1957 a partir da evidência de uma inscrição de Bixapur que separa o fogo real de Artaxes daquele de seu filho por 16 anos. Há um relato maniqueísta no qual se diz que sua coroação "foi num domingo, o primeiro de Nisan, quando o sol estava em Áries", indicando 12 de abril. Um relevo de Naqsh-e Rajab simbolicamente celebra sua investidura: Aúra-Masda, a cavalo, oferece o anel diademado da realeza para Sapor, que está igualmente montado, mas sua figura está mutilada por vandalismo posterior.
Segundo Tabari, noutro episódio possivelmente lendário, ao receber a coroa, Sapor reuniu todos os homens do Estado. Eles fizeram orações por sua longa vida e mencionaram seu pai e como suas características excediam a de seu predecessor. Sapor disse-os que não podiam dizer de nenhum modo que sua benevolência era maior que a de seu pai e então deu-lhes promessas de beneficência. Deu ordens para que as riquezas nos tesouros fossem distribuídas entre as classes assentadas e militares que apoiavam o Estado, compartilhando com aqueles que considerassem dignos de receber — pessoas proeminentes, tropas e os que caíram na indigência. Também escreveu aos governadores nas províncias e distritos periféricos para dizer que deveriam fazer o mesmo com a riqueza em seu poder. Assim, distribuiu liberalidade e beneficência aos próximos e distantes, nobres e humildes, aristocracia e generalidade da população, de modo que todos gozaram dessa benevolência e seu padrão de vida diária foi assim aumentado. Então Sapor escolheu governadores sobre a população e manteve olhar atento sobre eles e os súditos. O mérito de sua boa conduta tornou-se claro, sua fama se espalhou amplamente e se destacou acima de todos os outros monarcas.

### Guerras com o Império Romano

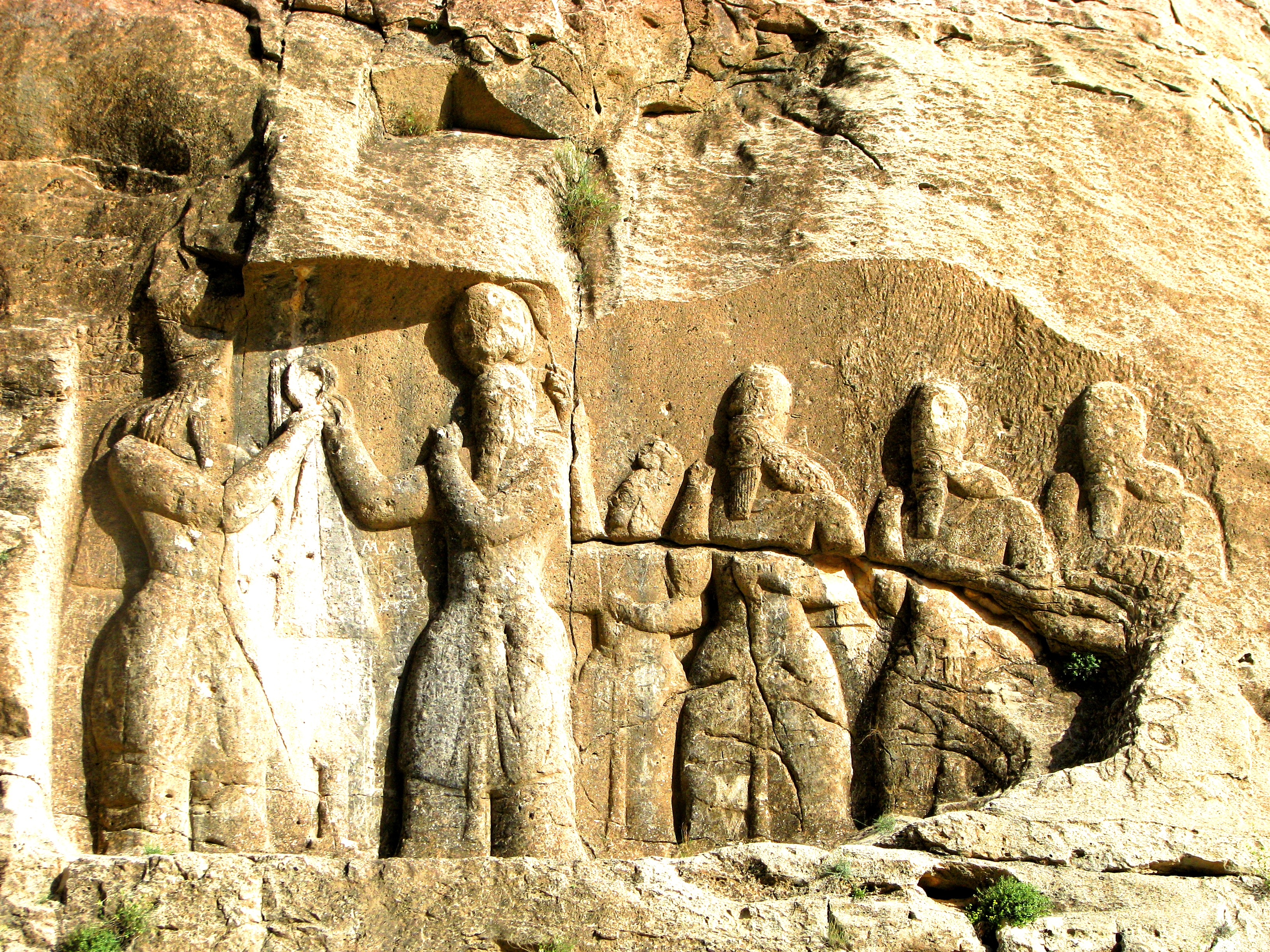
Baixo-relevo de Artaxes em Firuzabade

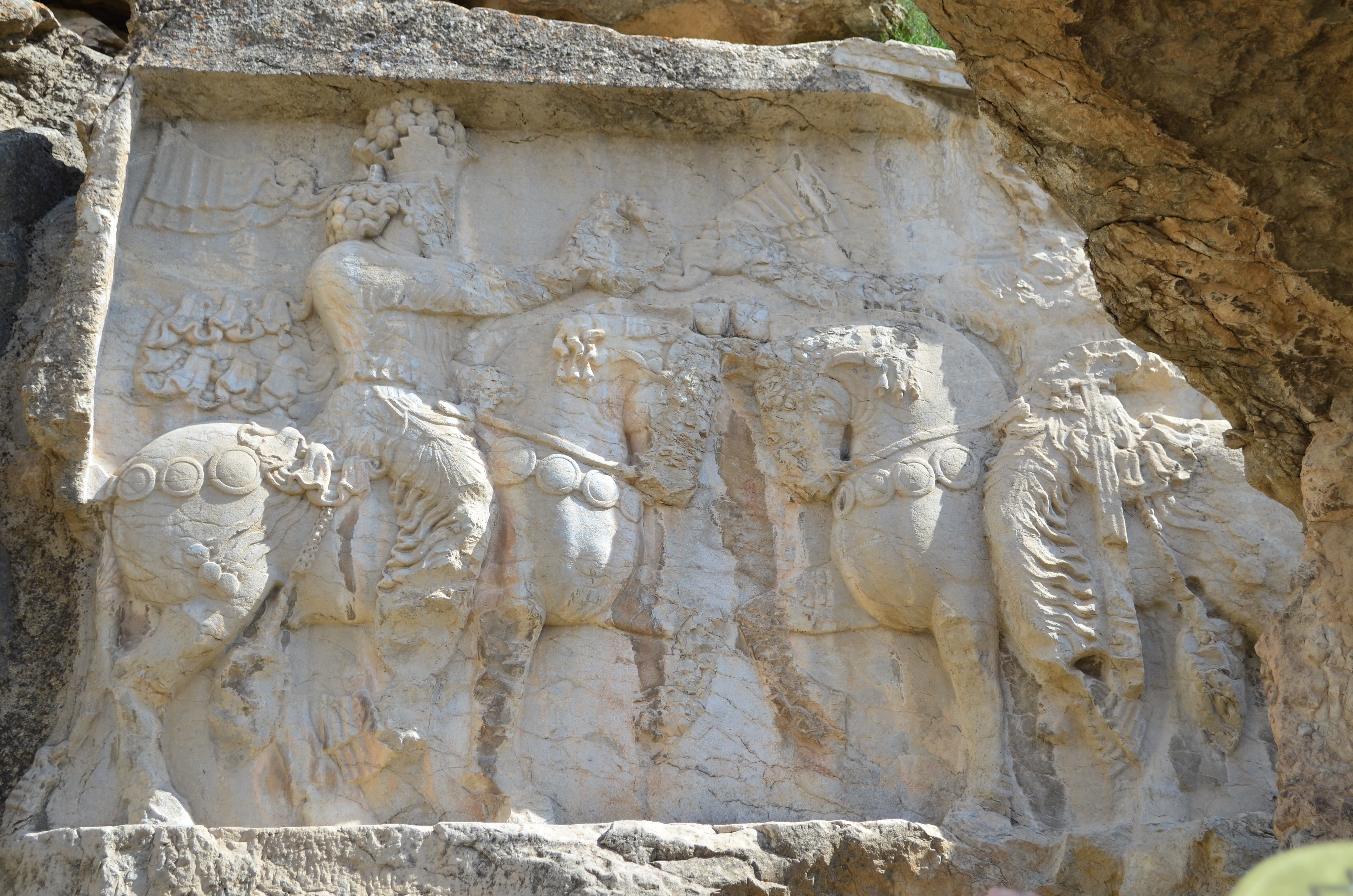
Relevo da investidura de Sapor em Naqsh-e Rajab

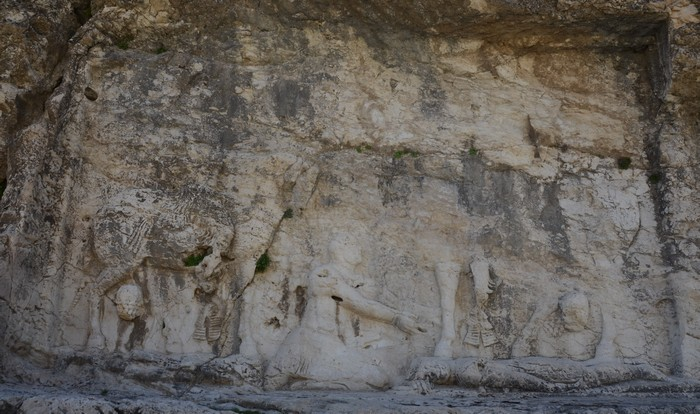
sobre a investidura de Sapor

Os primeiros anos como xá único foram gastos na consolidação de seu governo e supressão de rebeliões internas contra o governo central. Uma vez resolvido os tumultos, concentrou-se na expansão do reino de Artaxes ao conduzir guerra com o Império Romano.  Os escritores orientais são vagos em relações às guerras contra os romanos e explicitam apenas uma delas quando afirmam que a captura de Valeriano (r. 253–260) foi sua conclusão. Sapor fez três campanhas, cuja cronologia precisa é incerta por contradições contidas nas fontes. Uma fonte de interesse é a conhecida inscrição trilíngue (em persa médio, parto e grego) do Cubo de Zaratustra em Naqsh-i Rustam denominada Os Feitos do Divino Sapor (Res Gestae Divi Saporis), uma crônica do xá sobre sua vitória. Ainda há os relevos nos rochedos da Pérsia que fornecem informação complementar e ambas concordam com as fontes romanas em vários aspectos.

#### Primeira campanha(242–244)
A primeira (242–244) ocorreu depois da captura de Hatra. O relato romano (fornecido na biografia oficial de Gordiano e suplementado por breves referências de historiadores posteriores) é curto. Em 242, Gordiano partiu contra os persas com "grande exército e grande quantidade de ouro", e invernou em Antioquia. Lá, repeliu Sapor de Antioquia, Carras e Nísibis, venceu repetidas batalhas, sobretudo em Resena (atual Ras Alaim, perto de Nísibis), e forçou-o a restaurar cidades ocupadas sem molestar os cidadãos. Gordiano contou ao senado que "penetrou tão longe quanto Nísibis e poderia até chegar em Ctesifonte". Porém, o prefeito pretoriano Filipe convenceu os soldados o fazerem-no coimperador (r. 244–249), e minando a autoridade de Gordiano, rapidamente retornou à fronteira. Durante a retirada, Gordiano pereceu. Vários autores dizem que foi morto por agentes de Filipe, mas Eusébio de Cesareia ouviu que "foi morto na Pártia [Pérsia]". Zósimo, seguindo o relato oficial, coloca que foi morto fundo em terra hostil e Zonaras diz que "o jovem imperador" foi derrubado de seu cavalo numa batalha, quebrou sua coxa e morreu da ferida. Todos afirmam que Filipe então jura amizade ou faz "o tratado mais infame" para acabar a guerra, inclusive cedendo Armênia e Mesopotâmia, mas depois o rompeu e retomou-as.
Segundo Sapor em sua inscrição trilíngue: "Logo que nos estabelecemos no trono, o imperador Gordiano reuniu em todo o Império Romano um exército de godos e germânicos e marchou ao Assuristão (Babilônia), contra Eranxar (Império Sassânida) e contra nós. Nas bordas da Babilônia, em Misiche [no Eufrates onde flui próximo do Tigre], houve uma grande batalha frontal. E Gordiano César pereceu, e nós derrotado o exército romano. E os romanos proclamaram Filipe imperador. E Filipe César veio até nós com termos e pagou 500 mil dinares com resgate por sua vida e tornou-se nosso tributário." Um cortesão de Sapor chamado Abenum ascendeu um fogo em oblação quando "foi ouvido que os romanos vieram e Sapor o rei dos reis os feriu e piorou [de modo que caíram em nosso cativeiro]."
Segundo Shapur Shahbazi, a análise atual demonstrou que o relato de Sapor, apesar de defeituoso, é superior a versão romana, que falha ao explicar porque os romanos que repeliram Sapor próximo de Nísibis e marcharam às portas de Ctesifonte aceitariam "a paz mais vergonhosa". Para E. Kettenhofen, "é compreensível que o orgulho nacional romano transferiu a responsabilidade da derrota, na qual Gordiano III tornou-se o primeiro imperador a perder sua vida em campo de batalha inimigo, para Filipe. Por outro lado, o sentimento do triunfo sassânida foi imortalizado em vários relevos de Sapor, e a vitória de Misiche foi citada por um arrogante Sapor como o único evento militar dentro da primeira campanha." Ao remover a ameaça romana e enriquecer seu tesouro, o xá trouxe a Armênia Ocidental à influência persa e celebrou sua vitória em vários relevos em Pérsis, o mais relevante deles o de Darabegerda que mostra Gordiano prostrado diante do cavalo de Sapor que usa a coroa de Artaxes e recebe outro romano (Filipe) como benedição.

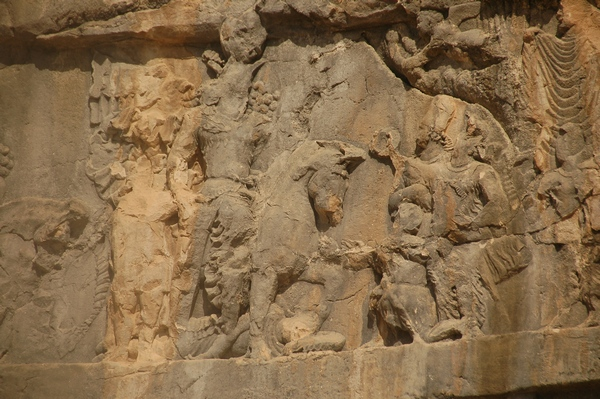
Cena central de em Bixapur

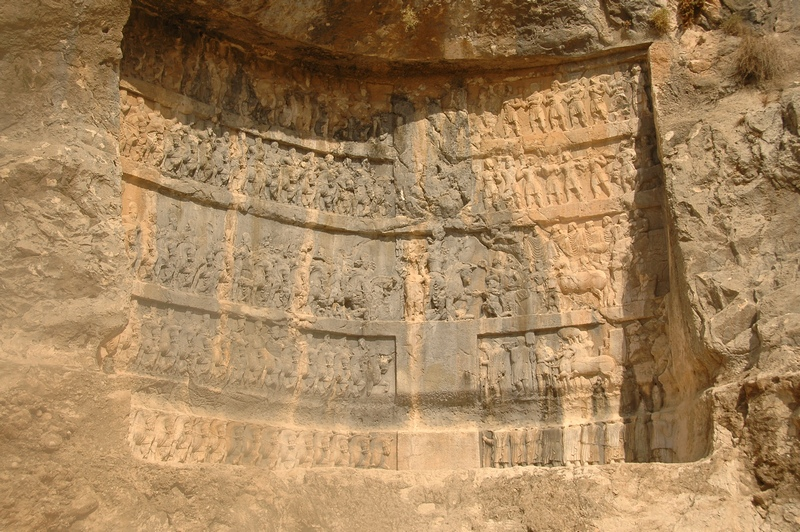
Vista geral de Bixapur III

#### Segunda campanha(251–256)
As fontes ocidentais sobre a segunda campanha de Sapor (252–256) são poucas, contraditórias e hostis, ao passo que a versão do xá é completa e mais coerente. Segundo ela, numa possível alusão à intervenção romana na Armênia e possivelmente a recusa de pagar "tributo", "O César mentiu e prejudicou a Armênia". Para Tabari, cerca de 250/251, ele invadiu a Mesopotâmia e sitiou Nísibis, mas um sério problema no distrito do Coração obrigou que marchasse para lá. Ao resolver o problema no Oriente, continua Tabari, retomou o cerco de Nísibis e a cidade caiu. Apesar do sucesso, foi incapaz de prosseguir sua conquista da Mesopotâmia, o que quiçá justifica a omissão dessas operações em sua inscrição.
Em 252/253, aproveitou o caos instalado no Império Romano nesse momento (guerra civil entre Emiliano, Treboniano, e Valeriano na Itália; a Praga de Cipriano; luta endêmica contra invasores germânicos no Reno e Danúbio, sobretudo godos e boranos). Ciríades, rebelde romano que teve papel na posterior subjugação de Antioquia, possivelmente abriu caminho aos invasores ao causar tumultos nas províncias orientais, aparentemente referidos nos Oráculos Sibilinos. Segundo a fonte, quando os persas invadiram, Antioquia foi tomada, pilhada, privada de cidadãos (sua população tornou-se cativa) e destruída; Hierápolis (atual Mambije), Beroia (atual Alepo) e Cálcis tiveram o mesmo destino. Em seguida, continua, toda a Síria e parte da Ásia foram devastadas e pilhadas.
Zósimo, falando do mesmo assunto, afirma sem dar datas que os persas capturaram a Mesopotâmia e marcharam para tão longe quando a Síria, onde ocuparam e destruíram Antioquia e depois mataram muitos residentes da cidade e fizeram muitos prisioneiros. Os edifícios da cidade, públicos e privados, foram destruídos e eles retornaram à Pérsia com imenso butim. Segundo ele, tiveram boa oportunidade de tornarem-se senhores de toda Ásia, mas não o fizeram por estarem satisfeitos com seu grande espólio. Malalas, citando Domnino, alude ao papel de Ciríades à conquista persa de Antioquia e cita sumariamente a invasão de Sapor à Síria através de Cálcis, por ele chamada de porta síria.

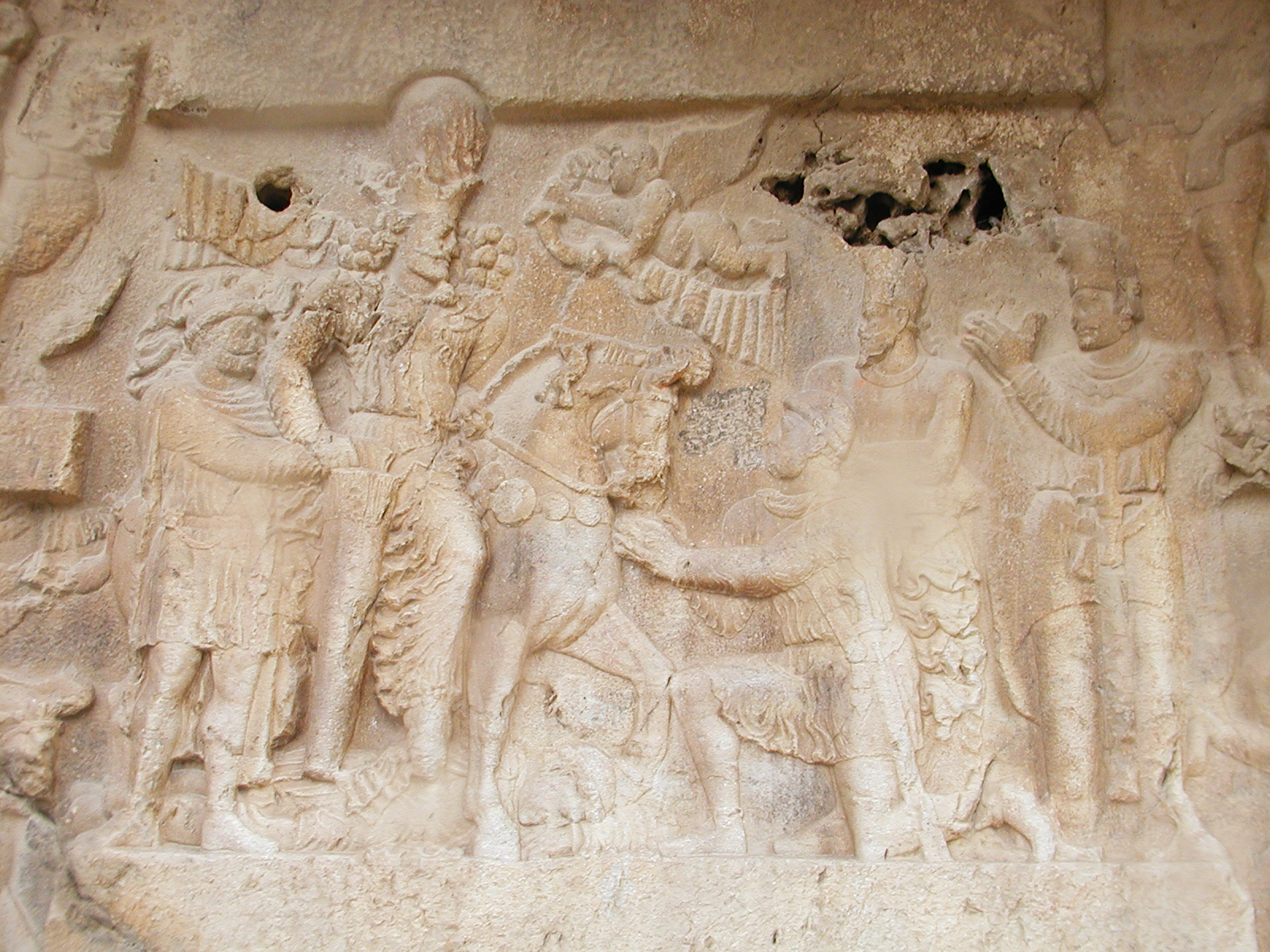
Cena central de

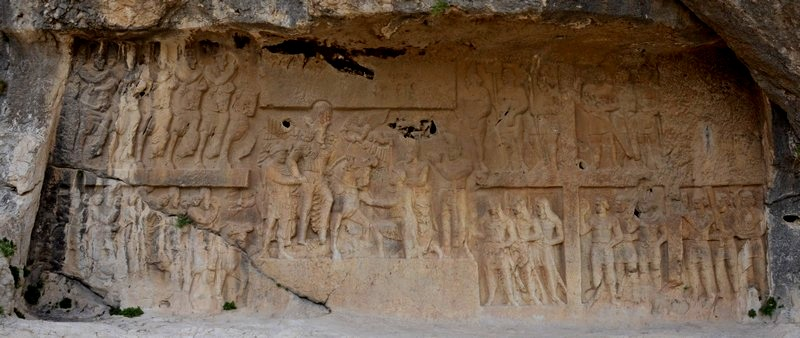
Vista geral de Bixapur II

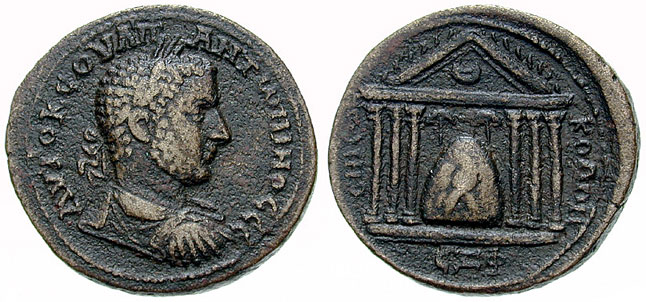
Templo em Emesa, que contém a pedra sagrada, no reverso da moeda de bronze cunhada por Urânio Antonino

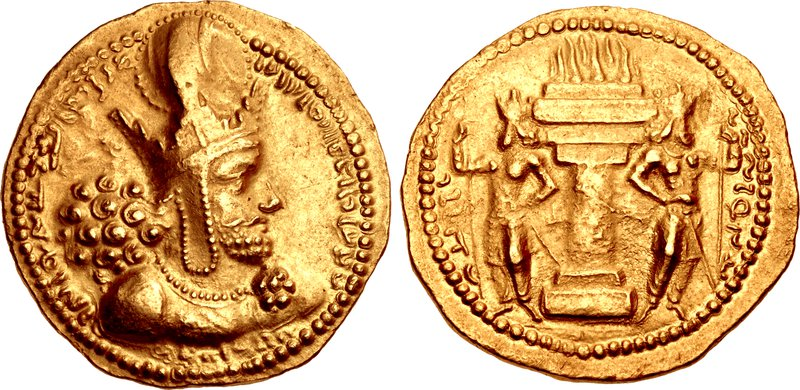
Dinar de Sapor cunhado ca. 244-252/253

Após citar os eventos de Antioquia, Malalas supostamente descreve o retorno do exército no qual Ciríades foi executado e Sapor sitia Emesa (atual Homs), evento pelos vistos aludido nos Oráculos Sibilinos e num grafite grego de Calate Alauais. Emesa enviou Samsigéramo, a quem Rostovtzeff associa ao usurpador emesano Urânio Antonino ativo na Síria à época, como emissário a Sapor. Em sua recepção, Domnino cita falaciosamente, o xá foi morto em seu campo perto de Emesa, e seu exército em fuga foi perseguido, primeiro por Samsigéramo e depois Odenato (aqui chamado Enato). A menção ao último no episódio pode ser a antecipação de sua participação ativa na guerra contra Sapor na década de 260, como igualmente pode aludir a um papel ativo nos eventos políticos da Síria na década anterior. Isso permitiria supor, por exemplo, que o relato de Domnino tem um fundo de verdade. Como trabalhado por Rostovtzeff, sem dúvida é provável que no avanço Eufrates acima ou mesmo antes, Sapor negociou com Odenato, sediado em Palmira, de modo a proteger a retaguarda e salvaguardar vastos suprimentos de cavalos, camelos, ovelhas, cereais e tâmaras.
Num fragmento não datado de Pedro, o Patrício lê-se sobre presentes enviados por Sapor a Odenato e desdenhosamente rejeitados pelo xá. Para Rostovtzeff, o relato reflete negociações entre eles e algumas concessões feitas por Odenato ao xá, concessões essas que não satisfizeram Sapor e foram rejeitadas. Ao mesmo tempo, embora com raiva de Odenato e talvez do próprio Samsigéramo citado em Malalas, não atacou-os quando marchou a Antioquia por saber que Odenato era forte. É possível que pretendesse vingar-se caso sua expedição fosse um sucesso e aparentemente tanto Odenato como Samsigéramo estavam cientes de que sua situação perigaria caso o xá conquistasse Emesa e Palmira e optarem por atacá-lo primeiro. Odenato quiçá também esperava receber alguma compensação dos romanos por suas ações e, de fato, se sabe que em 258 detinha o título de homem consular (vir consularis), que pode ter recebido muito antes.
Se o ataque de Sapor em Emesa for tido como fracassado como Malalas diz, se justifica a omissão do evento em sua inscrição. Mas Bruno Overlaet tem uma visão diferente acerca do episódio. Segundo ele, Sapor foi bem sucedido em obrigar a rendição da cidade e tal sucesso foi imortalizado em dois relevos de Bixapur (II e III); no III, à esquerda, aparece cavalaria sassânida avançando, enquanto à direita há cinco registros com pessoas carregando vasos, têxteis e armas, segurando anéis e estandartes militares, trazendo leões acorrentados, um cavalo, um elefante, uma carroça, etc.; no II, há uma estrutura cênica semelhante. Em ambos, há uma cena central quase idêntica na qual Sapor aparece recebendo a submissão de um romano, identificado por Overlaet como Urânio Antonino.
A cena central de Bixapur III mostra três imperadores iguais em todos os aspectos: o primeiro descendo do cavalo e ajoelhando em súplica; o segundo de pé perto do cavalo do xá e segurando em seu manto; o terceiro estirado sob o cavalo de Sapor. A iconografia de Bixapur III sugere que a reunião ocorreu e que Urânio pediu misericórdia, se rendeu e entregou a pedra negra, a relíquia sagrada do culto do deus Heliogábalo. Tal rendição deve ter ocorrido por volta de novembro de 253, pois Urânio continuou ativo até o começo de 254, quando some nas fontes. Para Overlaet, Sapor deve ter ficado satisfeito com a submissão de Emesa como Estado cliente e preferiu se retirar antes do inverno em vez de consolidar o controle da Síria. Paralelo a sua retirada, Valeriano aparece e reverte seus sucessos (ver abaixo), justificando a falta de Emesa em sua inscrição ao mesmo tempo que permite datar os relevos à data limite de 254. O imperador ajoelhado em Bixapur III pode indicar Urânio, enquanto o terceiro pode simbolizar a vitória sobre o Império Romano como um todo ou pode também indicar a posterior execução de Urânio.
Jorge Sincelo alude à expedição em breve passagem na qual menciona a captura de Antioquia e a invasão da Capadócia. Antes de descrever tal expedição, cita o famoso ataque de godos a Salonica, datado em 254, que levou à restauração das muralhas de Atenas.  Amiano Marcelino, Libânio e Pedro, o Patrício também fazem alusão ao ataque de Antioquia e implicam Ciríades. Da segunda expedição, em sua inscrição Sapor diz: "aniquilamos uma força romana de 60 mil em Barbalisso [atual Calate Albalis, na margem esquerda do Eufrates na Síria e incendiamos e saqueamos a província da Síria e todas as suas dependências"; a destruição mostra que não pretendia manter os territórios dominados, optando por deportar várias pessoas para assentá-las na Pérsia. Na sequência, a inscrição lista fortes e cidades tomadas:
| “ | Anata, Birta de Arupã, Birta de Esforacena [Asporacã], Sura, Barbalisso, Mambuque [Hierápolis], Alepo [Beroia], Quinacerim [Cálcis], Apameia, Rafaneia, Zeugma, Úrima, Gindaro, Larmenaza, Selêucia, Antioquia, Cirro, [outra] Selêucia, Alexandreta, Nicópolis, Sinzara, Hama, Rastane, Dicor, Dolique, Dura, Circúsio [Circésio], Germanícia, Batna e Quanar, e na Capadócia as cidades de Satala, Domana, Artangil, Suisa, Sinda, Freata. Um total de 37 cidades com cercanias. | ” |

Cáucaso ca. 250

Expedições de 250-253

Invasão de Sapor em 253

A informação disponível indica que foram ocupadas numa sucessão de campanhas que ocorreram entre 252 e 256, com Antioquia como objetivo final, e a ordem que aparecem pode indicar a rota. De início, retomou a Armênia ao expulsar o arsácida Tiridates II  e nomeou seu filho Hormisda como "grão-rei dos armênios", um título prestigioso criado para aplacar os armênios. O Reino da Ibéria se submeteu ou foi ocupado e transformou-se em província sob o alto oficial vitaxa. Também invadiu a Cólquida-Lázica via Armênia e derrotou maquelonos e heníocos. Suas fronteiras setentrionais estavam seguras, permitindo o controle de passos no Cáucaso. A campanha começou na fronteira meridional da Síria em Anata e seguiu pelo Eufrates rio acima. No caminho, tomou as fortificadas Birta de Arupã (atual Creie), Birta de Esforacena (posterior Zenóbia), Sura e Barbalisso, todas na margem direita. Em Barbalisso, derrota 60 mil romanos, que aparentemente pertenciam apenas ao exército sírio, deixando a província sem defesas e a campanha se transforma em raide de pilhagem. Após Barbalisso, o exército ou parte dele foi ao norte e subjugou Hierápolis. Em seguida, se dividiu em duas metades, uma sob Sapor que penetrou fundo na Síria e a outra que invadiu o norte.
A porção de Sapor marchou para sudoeste, tomou as cidades de Beroia e Cálcis e marchou ainda mais ao sul, ocupando dois centros militares, Apameia e Rafaneia. A outra porção apreendeu Zeugma e talvez avançou até Úrima (hoje Halfeti). A expedição setentrional porventura tinha como função evitar que o exército da Mesopotâmia aparecesse na retaguarda do xá, permitindo-lhe capturar as mais ricas e relevantes cidades. Ao passar por Gindaro (atual Jindires) e Larmenaza (atual Armenaza), atacou Selêucia Piéria, o porto de Antioquia e então Antioquia, a capital provincial, e apoderou-se delas. Então foi ao norte e ocupou Cirro, Selêucia (cuja identificação é incerta), Alexandreta (atual Isquenderum) e Nicópolis. É possível, mas duvidoso, que conquistou as cidades capadócias enumeradas por último em sua lista a partir daqui, mas é mais plausível supor que foi seu filho Hormisda, a partir da Armênia, que ocupou-as,  acaso já antes de seu pai partir em campanha.
Como indica Rostovtzeff, até esse ponto é possível traçar sua rota precisa, ao passo que os nomes restante, 10 no total, apresentam dubiedades. Suspeita-se que seriam as cidades que subjugou na volta. O exército meridional capturou Sinzara (Lárissa; atual Xaizar), Hamate (Hama) e Aríscia (Aretusa; atual Arrastã), enquanto o exército setentrional tomou a cidade templária insular de Dolique (hoje Gaziantepe)[c] e Dicor, cuja localização é incerta. Além destas, ocupou quatro postos fortificados perto do Eufrates e enumerados de sul ao norte; seriam Dura, Circésio (Circúsio; atual Boçaira) Batna (atual Suruche), Germaniceia (atual Kahramanmaraş) e Quanar, cuja localização também é indefinida. Rostovtzeff interpreta que tal listagem, por ser anômala à lógica da narrativa, é um apêndice da lista, como as cidades capadócias citadas por último. Para ele, foram invadidas pela retaguarda do xá que após Barbalisso, se movendo de sul ao norte, foi capaz de se apossar de tais fortes pelos quais Sapor atravessou no início da campanha. Ele trabalha com a hipótese de que Sapor optou por seguir uma rota, ao longo da margem direita do Eufrates, a partir da qual poderia evitar todas as cidades guarnecidas, o que explicaria tal omissão em sua lista. Sitiá-las custar-lhe-ia muito tempo e a evidência disponível permite supor que pretendia fazer expedição ágil em solo romano. Para o autor, seu objetivo era capturar e saquear Selêucia e Antioquia para obtenção de saque e por propaganda.

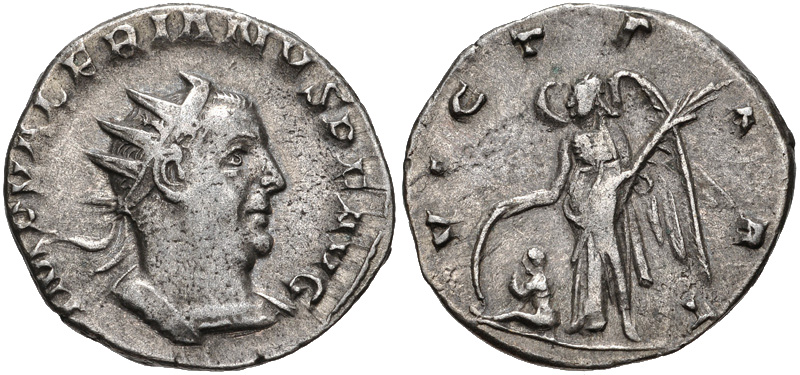
Antoniniano de Valentiniano de 257/258 com inscrição VICT PART (Vitorioso Pártico)

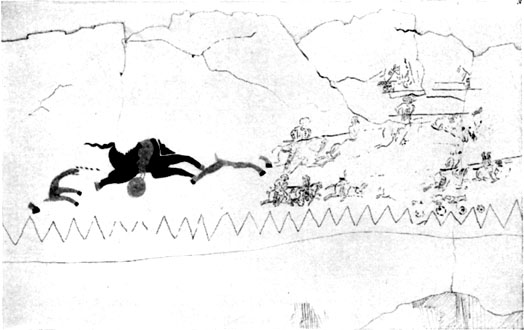
Desenho inacabado encontrado em casa de Dura Europo

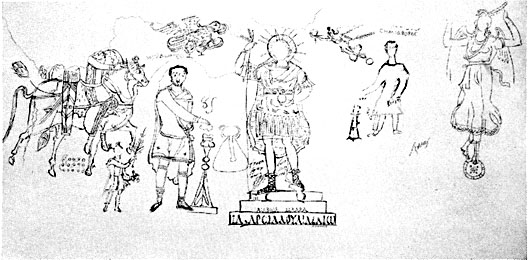
Desenho palmireno encontrado numa das salas que cercam o Templo de Azanatcona

Valeriano chegou ao Oriente no final de 253 ou começo de 254 e imediatamente começou um programa de reconstrução das cidades e fortes saqueados e destruídos, reorganizou o exército e reconciliou a população ao domínio romano. Sapor não conduziu nenhuma expedição neste momento, mas não é difícil supor que estivesse informado sobre repetidos raides de godos e sármatas na Anatólia a ponto de preparar nova expedição. A informação acerca do período entre 253 e 259/60 é parca e confusa, mas se imagina que Sapor tenha feito nova ofensiva em 256, que foi repelida por Valeriano. Tal suposição se baseia no uso pelo imperador do título de Pártico (um título de vitória) em suas moedas de 257. Tal uso pode significar uma vitória parcial, quiçá em algum lugar no médio Eufrates. Há evidências de que Dura foi uma das cidades atacadas nesse momento.
Michael I. Rostovtzeff, mantendo a visão de que Dura foi atacada por Sapor em dois momentos, em 253 (segundo a inscrição do xá) e 256 (segundo evidências existentes no sítio em relação a informação literária disponível), criou um quadro explicativo que alia a informação obtida da evidência literária com a evidência arqueológica e numismática. Segundo ele, um provável motivo para que a cidade tenha sido atacada duas vezes pelos persas foi o abandono dela após 253 por influência da pressão exercida por Odenato. A arqueologia indica que entre os anos de 253-256, a cidade vivenciou um período de relativa paz, com a evidência material do período demonstrando que manteve contato tanto com a Síria romana (presença de moedas imperiais do período), da qual fazia parte, como com o Império Sassânida (inscrições em pálavi na sinagoga local e vasos verdes esmaltados de duas alças de manufatura persa).
Numa casa privada de Dura foi encontrado um desenho colorido inacabado que ocupa quase a superfície inteira de uma das paredes do divã dessa residência. Pela interpretação de Rostovtzeff, nele é retratado, segundo a convenção dos primeiros artistas sassânidas, uma cena de batalha na qual aparece um xá e seu inimigo, aparentemente o líder dos romanos por um lado (figura em larga escala) e membros da família real sassânida subjugando cavaleiros romanos (figuras menores) do outro, tudo na presença de deuses sentados numa poltrona. Nela há inscrição explicatória em pálavi e segundo a visão do autor, representa uma batalha histórica. A obra teria sido iniciada com a ocupação persa de 253, mas ficou incompleta com a reocupação romana por volta da mesma época. Rostovtzeff avança na suposição ao apresentar outro desenho, de influência palmirena, achado no escritório do atuário da XX Coorte Palmirena numa das salas que cercam o pátio do Templo de Azanatcona, para ele uma evidência da reocupação.
O desenho palmireno representa um oficial romano, porventura o comandante da XX Coorte Palmirena, sacrificando ao deus Jaribol (Sol Invicto), cuja estátua, coroada por uma Nice e uma águia, é representada de pé sobre uma base com degrau (na qual há inscrições dedicatórias pintadas) no centro da composição. O oficial está a esquerda da estátua e atrás dele há cavaleiro avançando devagar à direita. Está vestindo uma vestimenta palmirena para paradas militares e está sentado sobre um grande cavalo do tipo palmireno ou dureno com armaduras palmirenas típicas. Diante do cavaleiro há um jovem ou menino com um ramo de palmeira e quem sabe uma coroa de flores nas mãos e sob os pés do cavalo há círculos, que provavelmente representam moedas de ouro arremessadas diante dele, uma saudação célebre. Rostovtzeff propôs que o desenho celebra uma vitória de Odenato sobre os persas, uma vitória que teve grande relevância para Dura e sua guarnição, e que associa ao episódio narrado por João Malalas. É provável que em seu caminho de volta Eufrates abaixo, Odenato passou por Dura e foi louvado como salvador e liberador da guarnição romana (XX Coorte Palmirena) que acabara de retornar para Dura.

#### Terceira campanha(259/260)

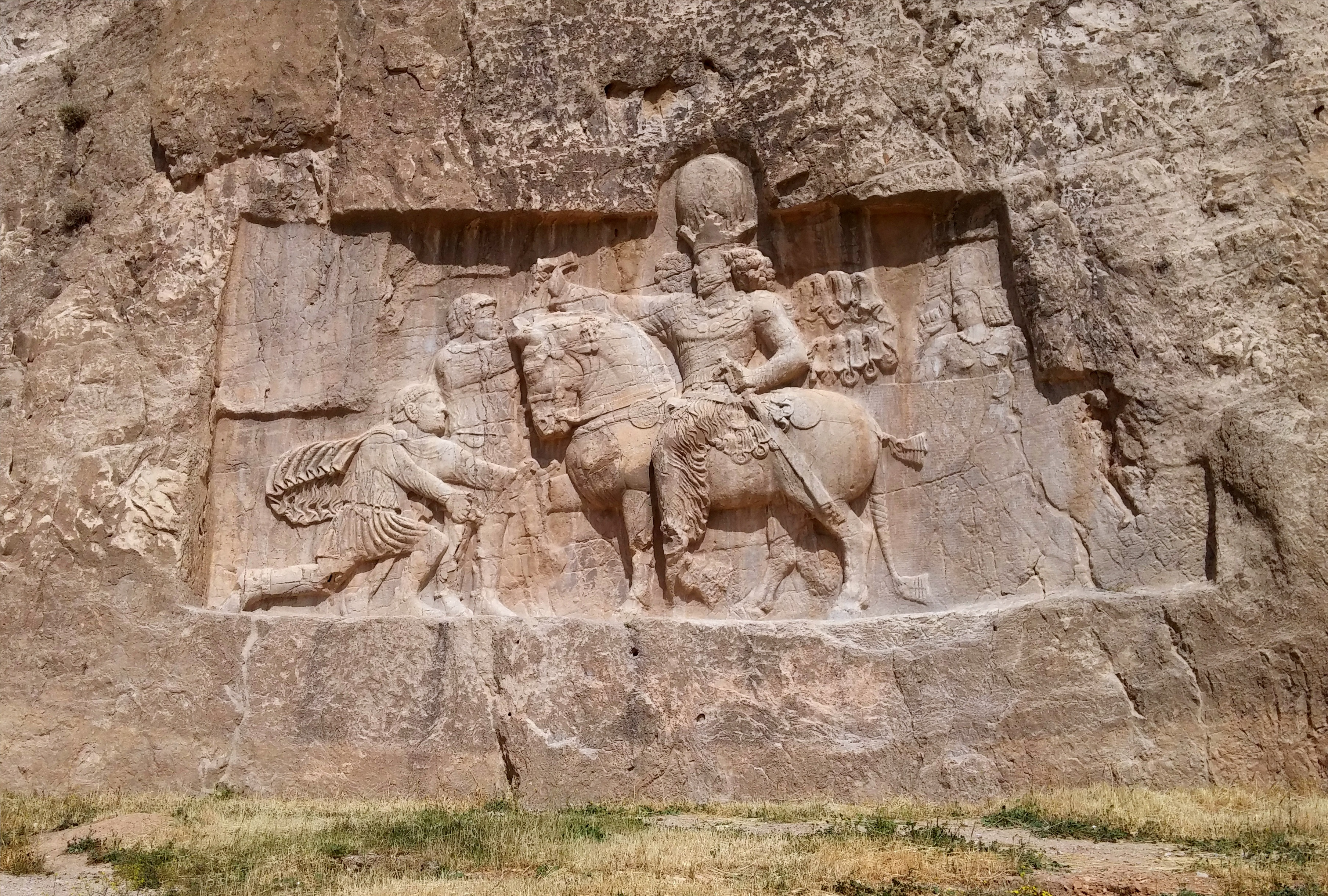
Sapor prende Valeriano e submete Filipe. Relevo de Naqsh-e Rustam

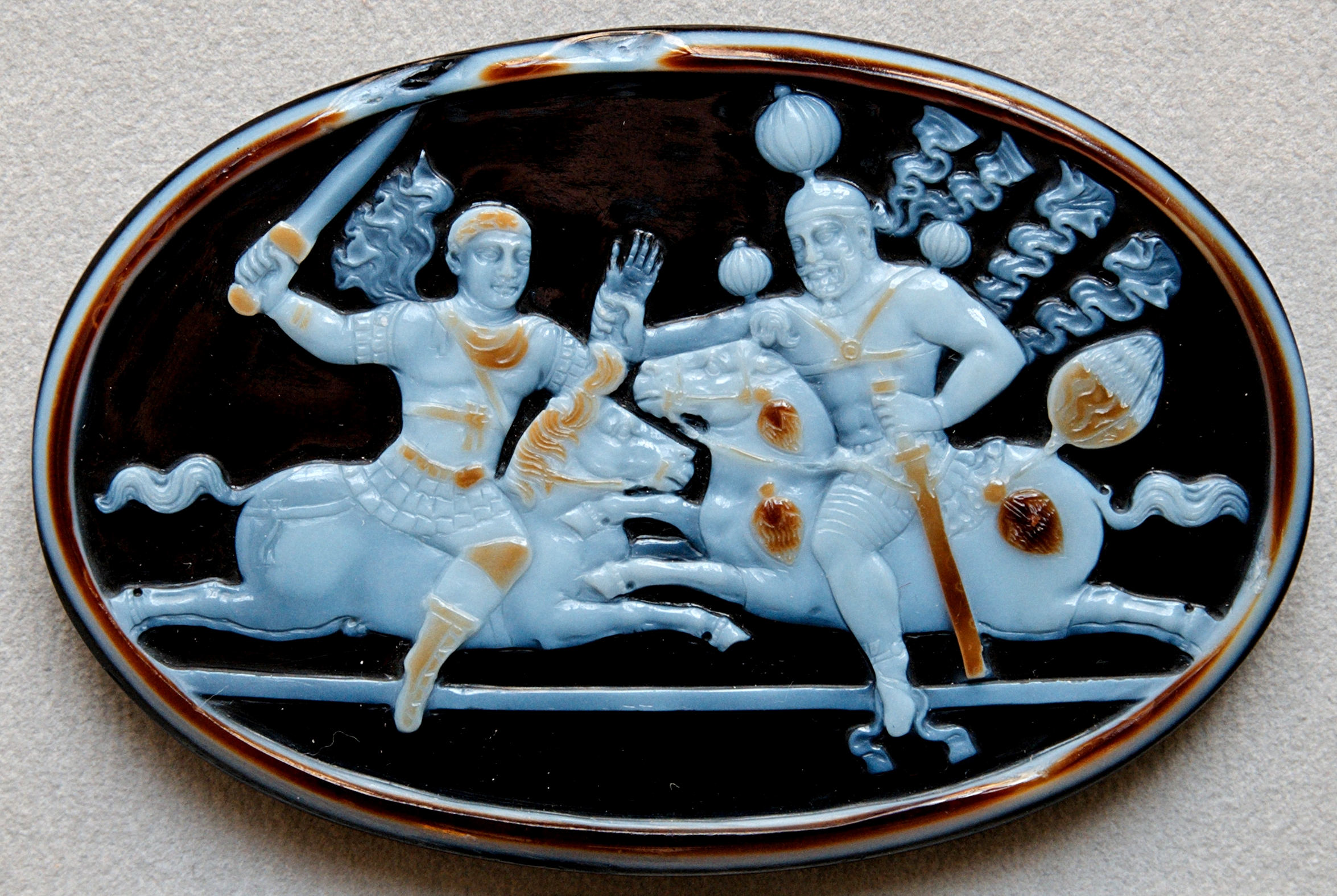
Camafeu de sardônica de ca. 260 com Sapor e Valeriano

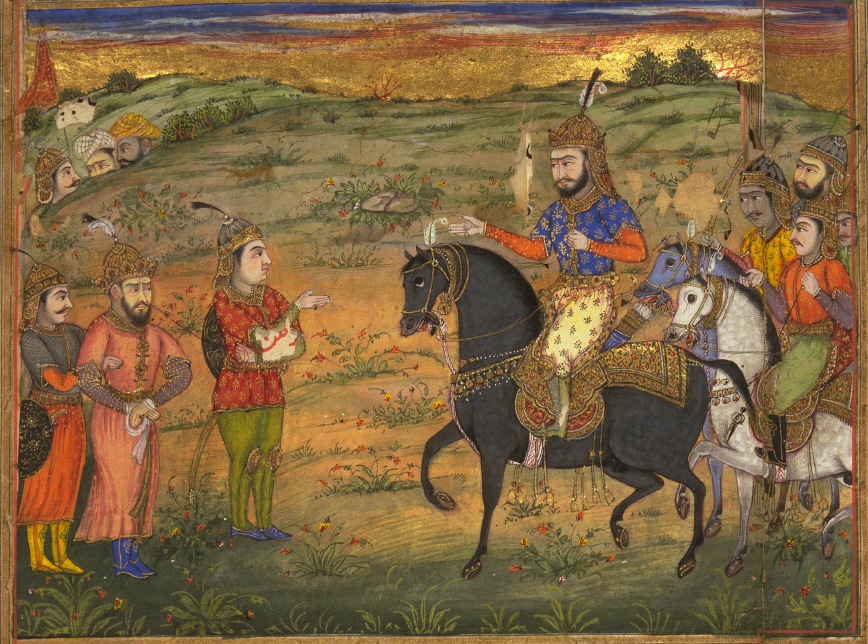
Iluminura da Épica dos Reis de Sapor e Valeriano

Repetidas escaramuças levaram a outro grande conflito em 259/260. O principal episódio dessa campanha foi a captura de Valeriano, porém a forma como isso se sucedeu foi variadamente descrita. A Crônica Pascoal afirma que foi morto, enquanto Aurélio Victor diz que foi capturado por um truque de Sapor e foi ignominiosamente cortado pelo xá até a morte. Agátias, descrevendo Sapor como muito perverso e sanguinário, disse que após matar Valeriano invadiu a Mesopotâmia e então saqueou a Cilícia, Síria e Capadócia, causando grande massacre; afirmou também que os vales e cavidades das árvores da montanha foram enchidos com corpos das vítimas e que o xá nivelou os espaços entre as colinas e aplainou suas cúpulas de projeção. Jorge Sincelo afirma que o exército romano em Edessa foi afligido pela fome e estava pronto para amotinar. Ciente disso, Valeriano rendeu-se a Sapor e concordou em trair seus homens. Eles tentaram escapar com dificuldade e alguns deles foram mortos e os demais foram perseguidos. Sapor então capturou Antioquia, Tarso na Cilícia e Cesareia (atual Caiseri) na Capadócia. Já Jorge Cedreno afirma que Valeriano, comandando um exército de 25 mil homens, foi derrotado e capturado em Cesareia.
Segundo Zósimo, Sapor atacou a Síria e Capadócia e sitiou Edessa, onde Valeriano estava. O imperador hesitava confrontá-lo, mas foi compelido a fazê-lo ao notar a agitação de suas forças. Os romanos foram superados pelos persas e Valeriano e sua comitiva foram capturados e levados à Pérsia. O mesmo autor também afirma que, segundo alguns autores cujos nomes não cita, Valeriano teria se entregue aos persas após notar que seus homens estavam prestes a amotinar em Edessa; independente da versão, afirma que Sapor tratou o imperador desonrosamente. Zósimo também afirma que, após capturar Valeriano, os persas atacaram as cidades romanas livremente, tomando Antioquia, Tarso e Cesareia. A multidão de prisioneiros capturados alegadamente recebiam apenas o mínimo de comida para sobreviver e uma vez ao dia eram levados à água como gado. Das cidades atacadas, se sabe que Cesareia apresentou forte resistência sob liderança de Demóstenes. Ele foi capaz de repelir os persas até que certo doutor de nome incerto foi capturado e torturado até revelar um meio de os persas invadirem. Apesar da queda da cidade, Zósimo afirma que Demóstenes foi capaz de escapar em meio as fileiras inimigas.
Festo, Eutrópio, Eusébio de Cesareia, a Epítome dos Césares e Jerônimo concordam que Valeriano foi capturado e viveu o resto de seus dias em servidão. Segundo Tabari, após ser capturado, Sapor assentou-o em Bendosabora. Diz-se, de acordo com autor, que Valeriano foi obrigado a trabalhar na construção da Barragem do César (Band-e Qeyṣar) em Xustar, cuja largura seria de mil côvados. O imperador construiu-a com ajuda de um grupo de homens trazidos da Anatólia sob promessa de que Sapor iria libertá-lo com a conclusão da obra. Tabari relata que há duas versões desse episódio, a primeira que afirma que Valeriano pagou a Sapor uma grande indenização financeira e foi libertado após ter seu nariz decepado, e a segunda que afirma que ele foi morto. De acordo com a História Augusta, o rei de reis Velsolo, o rei dos cadúsios Veluno e o rei armênio Artavasdes, todos aliados de Sapor, enviaram-lhe cartas pedindo que devolvesse Valeriano por receio da retalhação romana, ao passo que os báctrios, ibérios e taurocitas se recusaram a receber cartas do xá e enviaram cartas aos oficiais romanos prometendo ajuda para libertar Valeriano do cativeiro. Orósio e Lactâncio afirmam que Valeriano foi obrigado a sempre se agachar para Sapor para que ele pisasse em suas costas para subir em seu cavalo. De acordo com Lactâncio, Sapor alegadamente disse ao pisar em Valeriano que "Isso é a verdade, e não o que os romanos descreveram em suas tábuas e paredes". Jorge Cedreno afirma que Valeriano foi esfolado e morreu, enquanto Lactâncio descreve:
| “ | Valeriano viveu por considerável tempo sob o insultos bem-vindos de seu conquistador; de modo que o nome romano permaneceu por muito tempo o escárnio e irrisão dos bárbaros: e a isso também foi adicionada a severidade de sua punição, que embora tinha um imperador como filho, não tinha ninguém que vingaria seu cativeiro e mais abjeto e servil estado; nem, de fato, foi exigido de volta. Depois, quando terminou sua vida vergonhosa sob grande desonra, foi esfolado, e sua pele, retirada da carne, foi tingida de vermelho e colocada no templo dos deuses dos bárbaros, que a lembrança de um triunfo pudesse ser perpetuada, e que esse espetáculo possa sempre ser exibido para nossos embaixadores, como uma admonição aos romanos, que, vendo os despojos do seu imperador cativo no templo persa, não colocariam muita confiança em sua própria força. | ” |

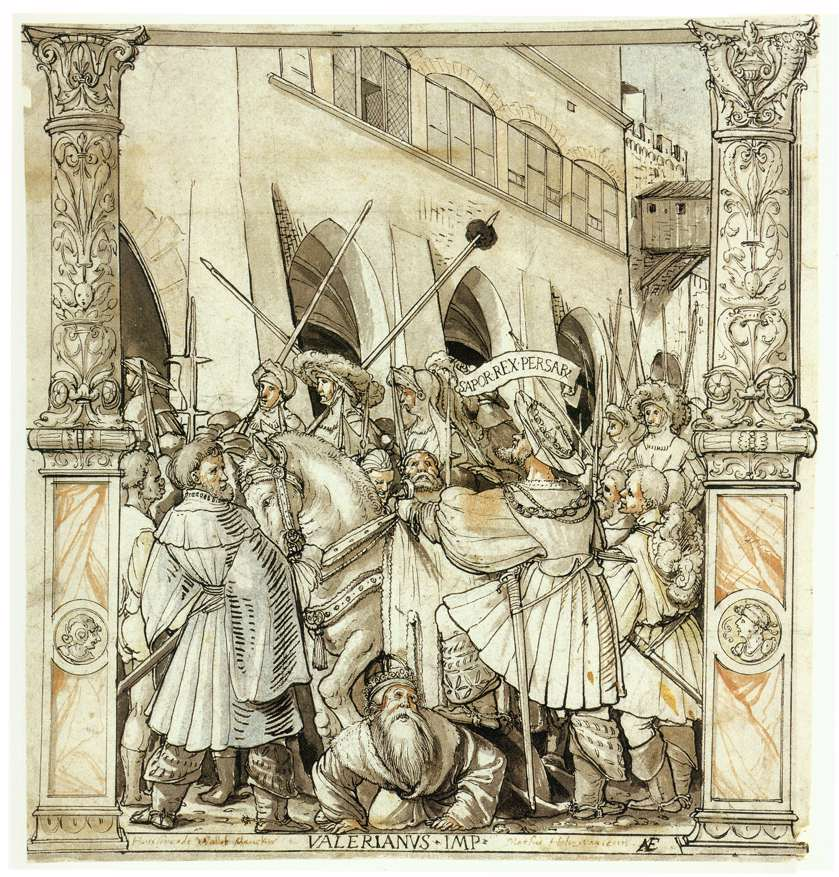
desenho de Hans Holbein, o Jovem de 1521 com Sapor humilhando Valeriano

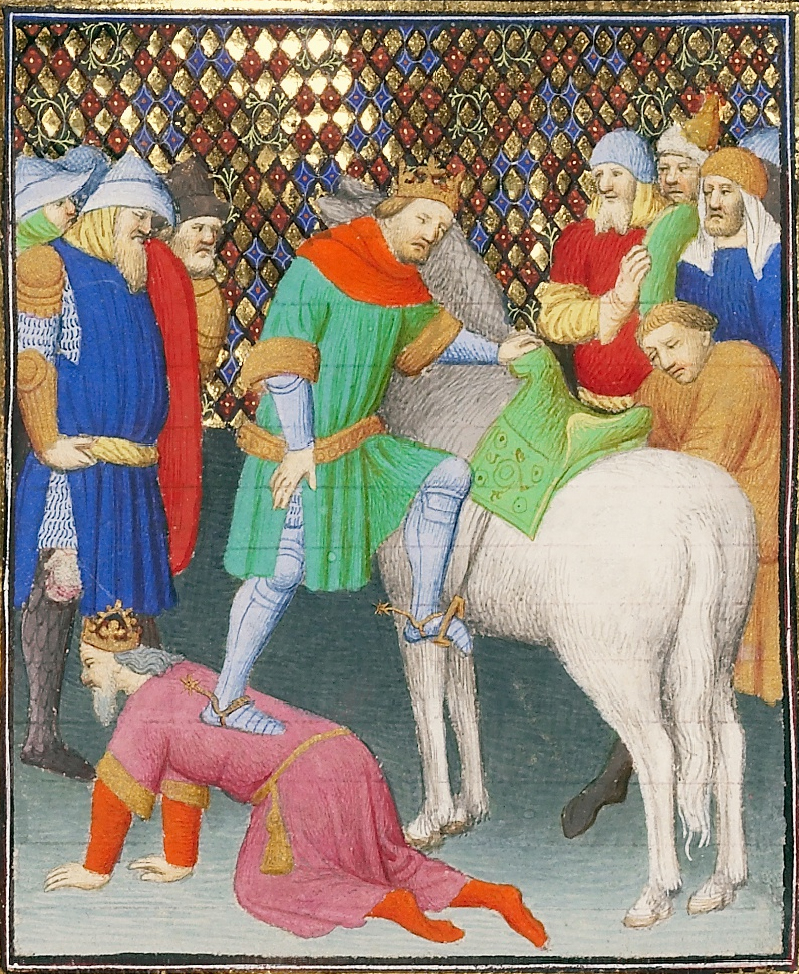
Iluminura parisiense de cerca de 1415 com Sapor subindo no cavalo com Valeriano de apoio

Rota das tropas de Sapor

Para Filóstrato de Atenas, citado por João Malalas, o xá, após ter subjugado e incendiado toda a Síria, "queimou" a Cilícia e retornou através da Capadócia. Segundo Sapor, "E na terceira campanha, sitiamos Carras e Edessa, e quando estávamos sitiando-as, Valeriano César veio contra nós, e com ele estava uma força [depois especificada como totalizando 70 mil homens] da [maioria] das províncias (hštr) [são citadas quase todas as províncias]. E a oeste de Carras e Edessa grande batalha ocorreu entre nós e Valeriano César. Com nossas próprias mãos, fizemos prisioneiro Valeriano César, os outros chefes daquele exército, o prefeito pretoriano e senadores; nós fizemos todos prisioneiros e os deportamos à Pérsia. E incendiamos, devastamos, tomamos cativos e conquistamos as províncias da Síria, Cilícia e Capadócia." Em seguida lista todas as cidades subjugadas:
| “ | Samósata, Alexandria do Isso, Catábolo, Égeas, Mopsuéstia, Malo, Adana, Tarso, Augustina, Zéfiro, Sebaste, Córico, Anazarbo [Agripas], Castabala, Nerônias, Flávias, Nicópolis, Epifaneia, Calênderis, Anemúrio, Selino, Miônpolis, Antioquia, Selêucia, Domeciópolis, Tiana, Cesareia [Mázaca], Comana, Cibistra, Sebasteia, Birta, Racundia, Laranda e Icônio. Um total de 36 cidades com cercanias. E levamos embora os homens do Império Romano, não-arianos, junto com butim; e assentamo-nos em nosso Império Iraniano na Pérsia, Pártia, Susiana, Assuristão e outras terras onde havia domínios de nosso pai, avós e ancestrais. | ” |

A lista de cidades capturadas, com exceção de Alexandreta (Alexandria no Isso) e Nicópolis, localizam-se na Anatólia e Rostovtzeff sugere que Sapor deliberadamente evitou citar as cidades capturadas em sua segunda campanha, acaso indicando que os persas nunca perderam o controle delas. Seja como for, a primeira cidade a ser atacada após a derrota de Valeriano foi Samósata (atual Sansate), importante centro do antigo Reino de Comagena e local de confluência de rotas. A decisão de Sapor de subjugá-la primeiro quiçá se baseia no fato de que Valeriano estacionou suas reservas ali. Dali, o exército principal deve ter se movido para Antioquia, a partir de onde atacaram Alexandria no Isso. Em seguida, Sapor conduziu seu exército à costa ciliciana em Catábolo, cidade cuja localização é desconhecida mas se pensa estar perto da atual Burnaz, e marchou para Tarso. No caminho, capturou várias cidades da Cilícia Campestre: Égeas (atual Yumurtalık), Mopsuéstia, Malo, uma colônia cuja localização é desconhecida, a cidade insular de Adana e Augusta ou Augustina, porventura uma colônia.
Eles então capturaram Zefírio (atual Mersin) e devem ter se dirigido ainda mais a oeste, capturando Sebaste, colônia e importante estação naval, e Córico, cidade da Cilícia Áspera. Segundo Zonaras, parte do exército inimigo caiu vítima de um ataque marítimo liderado por Calisto em Pompeópolis (Solos), um assentamento costeiro a oeste de Zefírio, e dada essa derrota é possível que os persas abandonaram Sebaste e Córico. Após o revés, o exército principal, quem sabe sob Sapor, foi à Cilícia Oriental e capturou seis cidades: Anazarbo, Hierápolis Castabala, Nerônias (possivelmente a futura Irenópolis) Flávias (moderna Cadirli), Nicópolis e Epifaneia. As seis cidades seguintes, todas na costa da Cilícia Áspera (mais tarde chamada Isáuria), postas nesta ordem, não se encaixam na ordem lógica do movimento do exército de Sapor. Foi proposto, de forma semelhante ao estabelecido à lista da segunda campanha, que estas cidades seriam um apêndice de cidades conquistadas por outro exército, talvez uma vanguarda que avançou para além de Sebaste antes do contra-ataque romano em Pompeópolis ou uma retaguarda que permaneceu em Sebaste após Sapor se retirar com o exército principal. Esse exército foi até Calênderis (atual Aydıncık) e Anemúrio (atual Anamur) e alcançou Selino (atual Gazipaşa), o ponto mais ocidental alcançado por qualquer força sob Sapor. Então se dividiu em dois grupos para atacar em seu retorno as cidades costeiras que foram ignoradas; um atacou Miônpolis, cidade de localização incerta, e o outro Antioquia do Crago antes de retornar via Selêucia no Calicadno (atual Silifke). Domeciópolis, na Cilícia Áspera, porventura foi capturada pelo grupo de Selêucia.
A força principal de Sapor, após se retirar, partiu à importante Tiana (atual Kemerhisar), na Capadócia. Lá, se dividiu em dois grupos, um avançando fundo na Capadócia à Armênia Menor e outro avançando para oeste à Licaônia. O primeiro grupo capturou Cesareia, provavelmente após pesado combate. De Cesareia, um grupo menor atacou Comana (atual Şar) e avançou ao norte tão longe quanto Sebasteia (atual Sivas), no rio Hális. O segundo grupo marchou do sudoeste de Tiana para Cibistra, então Birta (Barata?) e Racundia, cidade ou assentamento de identificação incerta. Uma força subsidiária deve ter avançado de Cibistra a Laranda (atual Caramânia), enquanto um grupo maior avançou para Icônio (atual Cônia).

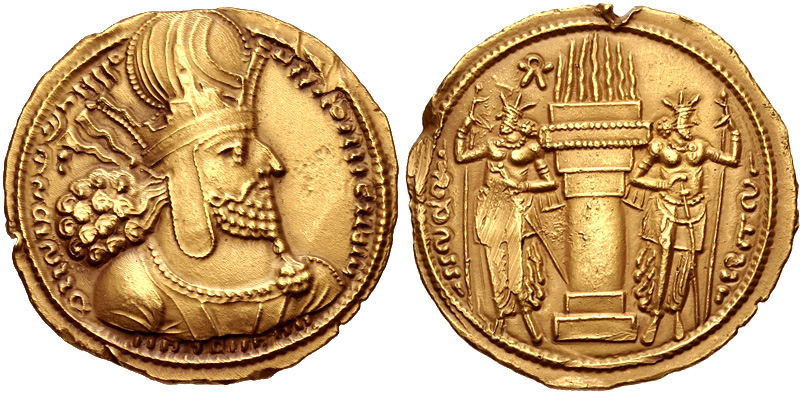
Dinar de Sapor de ca. 260-270

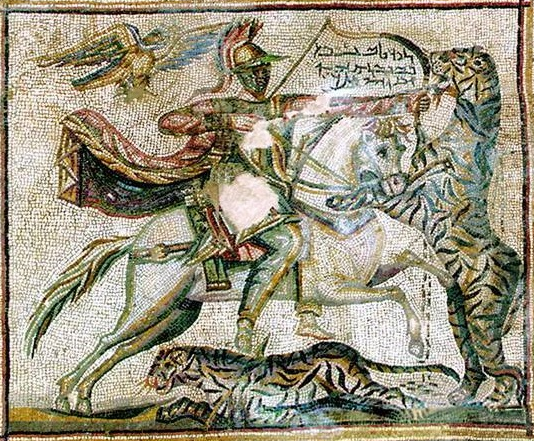
Mosaico de Odenato lutando com os persas (representados como tigres). Palmira

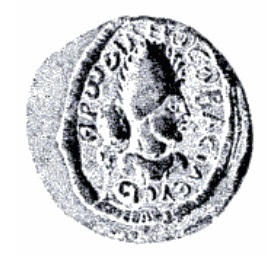
Téssera de

Quando o exército persa se espalhou muito ao interior em solo romano e perdeu sua coesão, Sapor evacuou os territórios devastados e marchou à Pérsia com butim e vários cativos. Marchou pela Cilícia Oriental e Mesopotâmia Setentrional, chegando em Ctesifonte por volta do final de 260. Odenato reuniu o exército árabe palmireno e camponeses sírios e marchou ao norte para encontrar-se com o xá. Odenato atacou e venceu-o num lugar entre Samósata e Zeugma, a oeste do Eufrates. Shapur Shahbazi se opõe a visão dos historiadores romanos e seus sucessores modernos de que ele conduziu repetidas expedições contra Sapor como aliado romano nos anos seguintes. Segundo W. B. Henning, "o transporte pelo deserto de grande número de prisioneiros além do exército persa foi um empreendimento difícil; o fato de que Sapor conseguiu isso (como provado pela presença dos provinciais em Susiana) mostra suficientemente como os relatos usuais dos feitos de Odenato contra os persas no deserto são exageradas." 

### Conflitos com Odenato
Tal visão, porém, não é aceita com unanimidade, com outros historiadores pensando que, de fato, entre 262 e 266/267 Odenato atuou como seu algoz. Talvez movido pelo desejo de vingar-se da destruição dos centros de comércio palmirenos e desencorajar Sapor a realizar futuros ataques, Odenato lançou invasão contra os persas. Na primavera de 262, marchou ao norte à ocupada província romana da Mesopotâmia, repeliu as guarnições persas e libertou Edessa e Carras.  O primeiro ataque foi destinado a Nísibis, que Odenato reganhou mas saqueou pois os habitantes eram simpáticos à ocupação persa. O monarca palmireno destruiu a cidade judaica de Neardeia, 45 quilômetros a oeste de Ctesifonte, pois considerou os judeus da Mesopotâmia como leais a Sapor. No final de 262 ou começo de 263, Odenato apareceu diante das muralhas da capital persa.
Uma vez em Ctesifonte, Odenato imediatamente começou a sitiar a residência de inverno bem fortificada dos xás; vários danos foram infligidos nas áreas circundantes devido as batalhas com tropas persas. A cidade resistiu e problemas logísticos no território inimigo provavelmente levaram aos palmirenos a abandonar o cerco. Odenato dirigiu-se ao norte junto do Eufrates levando consigo muitos prisioneiros e butim. A invasão resultou na restauração total das terras romanas (Osroena e províncias mesopotâmicas) ocupadas por Sapor desde o começo de suas invasões em 252.
Em 263, após seu retorno, Odenato assumiu o título de rei de reis. O título era quiçá um desafio não ao imperador, mas a Sapor; estava declarando que ele, não o xá, era o rei de reis legítimo no Oriente. A téssera de chumbo descrevendo Heranes I (seu filho) mostra-o usando uma coroa moldada como aquela dos xás partas que devia pertencer a Odenato; essa combinação de título e imagem indica que Odenato considerou-se rival dos persas e o protetor da região contra eles. As fontes não citam eventos após a primeira campanha persa de Odenato, mas seu silêncio é indicativo da paz que prevaleceu e que os persas pararam de ser uma ameaça.
A evidência à segunda campanha persa de Odenato é parca; Zósimo é o único a mencioná-la especificamente. Uma passagem dos Oráculos Sibilinos é interpretada por Hartmann como indício da invasão. A campanha ocorreu em 266 ou 267 e foi conduzida diretamente contra Ctesifonte; Odenato alcançou as muralhas da capital persa, mas teve de cancelar o cerco e marchar contra o influxo de batedores germânicos (sobretudo godos) atacando a Anatólia.

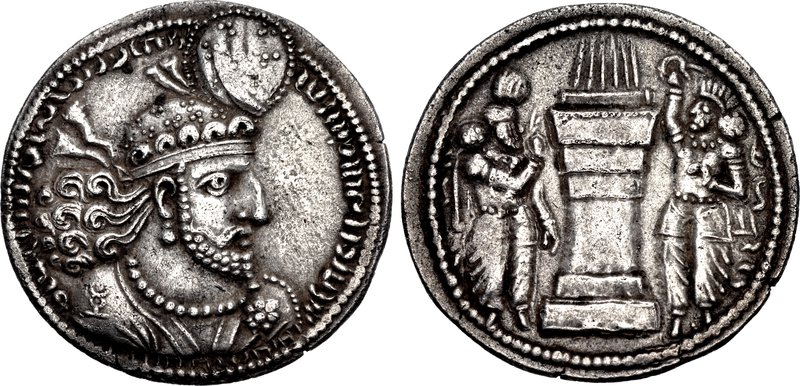
Dracma de r.

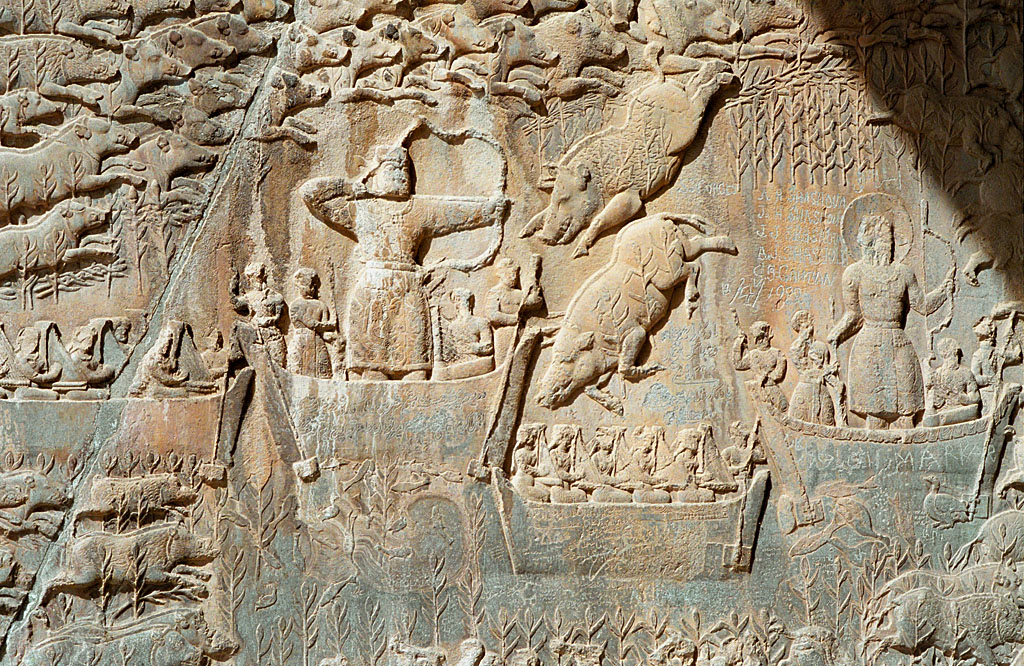
Trecho de relevo de Taq-e Bostan sobre a caça real do javali conduzida por r.

### Últimos anos
Sapor diz nos Feitos que alcançou outros realizações além daquelas que descreveu. Em 265-69 (?), pode ter conquistado Báctria e isso se reflete pela mudança da cunhagem local. Mesmo idoso, manteve-se ativo, com suas proezas em arquearia testemunhadas por reis, príncipes, magnatas e nobres como registrou numa inscrição bilíngue em Hajiabade.  Também parece que tinha interesse em caça de javalis, a julgar pela existência de um ofício exclusivamente destinado a lidar com esses animais; a caça ao javali como prática de lazer dos xás é atestada em relevo posterior. Ele morreu de doença em Bixapur, talvez em maio de 270, em seu 31.º ano de reinado e foi sucedido por Hormisda I (r. 270–271). Segundo Tabari, quando estava perto da morte, nomeou Hormisda como xá e deixou-lhe testamento com instruções, ordenando-lhe que baseasse sua conduta nelas. Ele também diz que há visões diferentes sobre o tamanho de seu reinado, com algumas autoridades indicando 31 anos e 15 dias, e outras 31 anos, 6 meses e 19 dias.

## Governo
Seus triunfos militares aumentaram o prestígio do Império Sassânida, confirmando sua posição de rival do Império Romano e como um dos "2 guardiões da ordem e progresso no mundo." Suas campanhas encheram enormemente o tesouro, e os deportados, em especial artesãos e trabalhadores habilidosos, ajudaram a revitalizar os centros urbanos, indústria e agricultura da Pérsia. Ao integrar muitos indivíduos não-arianos em seu império, Sapor cunhou novo título real: "Rei de reis de Ērān [Arianos] e Anērān [não-arianos]". Tal título aparece regularmente em suas inscrições e tornou-se comum dos xás posteriores.

### Províncias
Na inscrição Feitos do Divino Sapor são listadas todas as regiões sob controle de Sapor:
| “ | E eu [Sapor] governo sobre os seguintes reinos [parta ḥštr]: Pérsis, Pártia, Susiana, Mesena, Assuristão, Adiabena, Arbaistão, Azerbaijão, Armênia, Ibéria, Maquelônia [parta sykn], Albânia, Balasagena e outros, até [parta ḤN prḥš ‘L] a montanha de Cape (Cáucaso) e as "Portas dos Alanos" e as montanhas de Parexavar (Elbruz), Média, Gurgão, Marve, Hareve e todo Abarxar, Carmânia, Sacastão, Turanistão, Macrão, Paradena, Hindustão (Sinde), Cuxanxar até Pexauar e mais acima até Casgar [Caxe; parta k‘s], Soguediana [Suguede] e montanhas de Tasquente [Chache] e no outro lado do mar Omã [parta mzw[nḥ] štr]. E todos esses muitos reinos e seus reis [parta ḥštrdr] e governantes das "margens" [parta ptykwspn] vieram trazer tributo e submissão [parta LN pty b‘z W ‘BDkpy ḤQ‘YMWNt HWḤyn] | ” |

Segundo V. G. Lukonin, essa lista de "reinos" cita regiões e províncias que estavam em grau variado de dependência do governo central - semi-independência ou subordinação. Alguns eram governados por vice-gerentes do rei de reis, enquanto outros estavam sujeitos a dinastas locais. O país estava dividido em reinos semi-independentes (xares) com antigas cidades, reinos que formavam parte da propriedade do rei de reis com novas cidades "reais" e também terras reais (Média, Gurgam e outros territórios fronteiriços) que eram chamados kwst (literalmente "margem") que eram governados por "governantes das margens". No século I, havia reinos independentes ligeiramente subordinados ao governo central do Império Arsácida (às vezes apenas por tradição) na Ibéria, Armênia, Atropatena (Azerbaijão), Gordiena, Adiabena, Edessa, Hatra, Mesena, Elimaida, Pérsia e porventura Hircânia. No tempo de Sapor, os únicos dinastas do período parta que são citados como pertencendo a sua corte são os reis da Carmânia, Adiabena e Ibéria. Os demais foram conquistados pelos sassânidas, os governantes locais foram removidos e em seu lugar Sapor empossou seus filhos. A independência do Reino de Abrenague, citado nas inscrições do tempo de seu pai, foi abolida por Sapor junto ao de Margiana (Marve).

#### Governadores

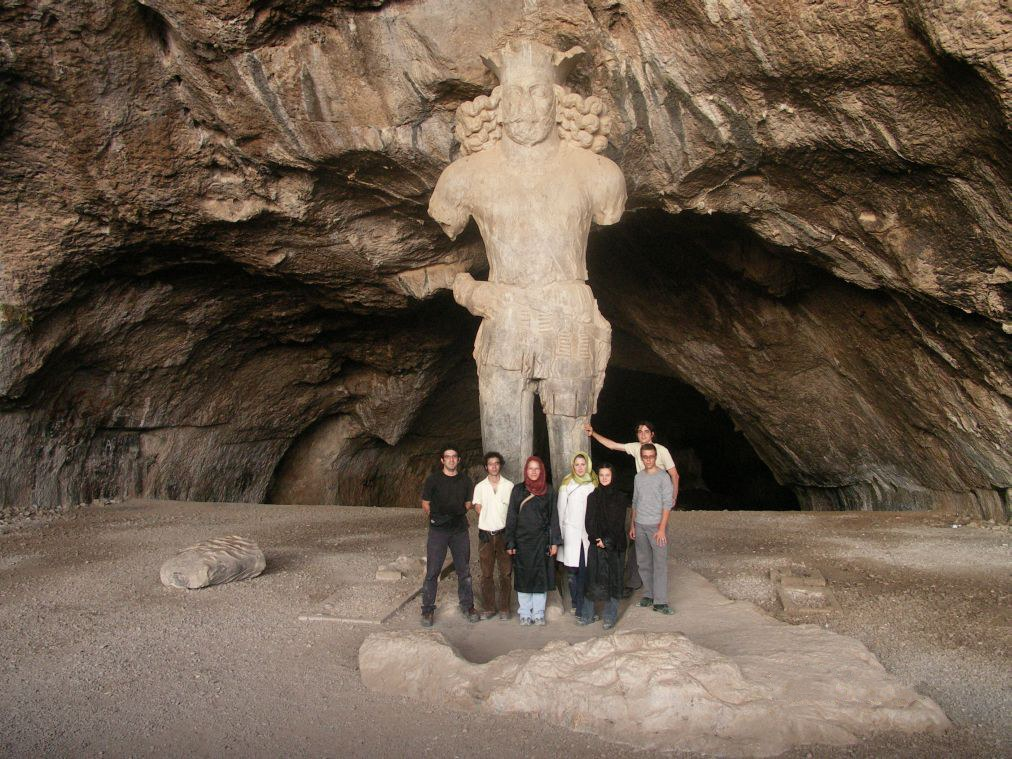
Estátua colossal de Sapor presente na Caverna de Sapor

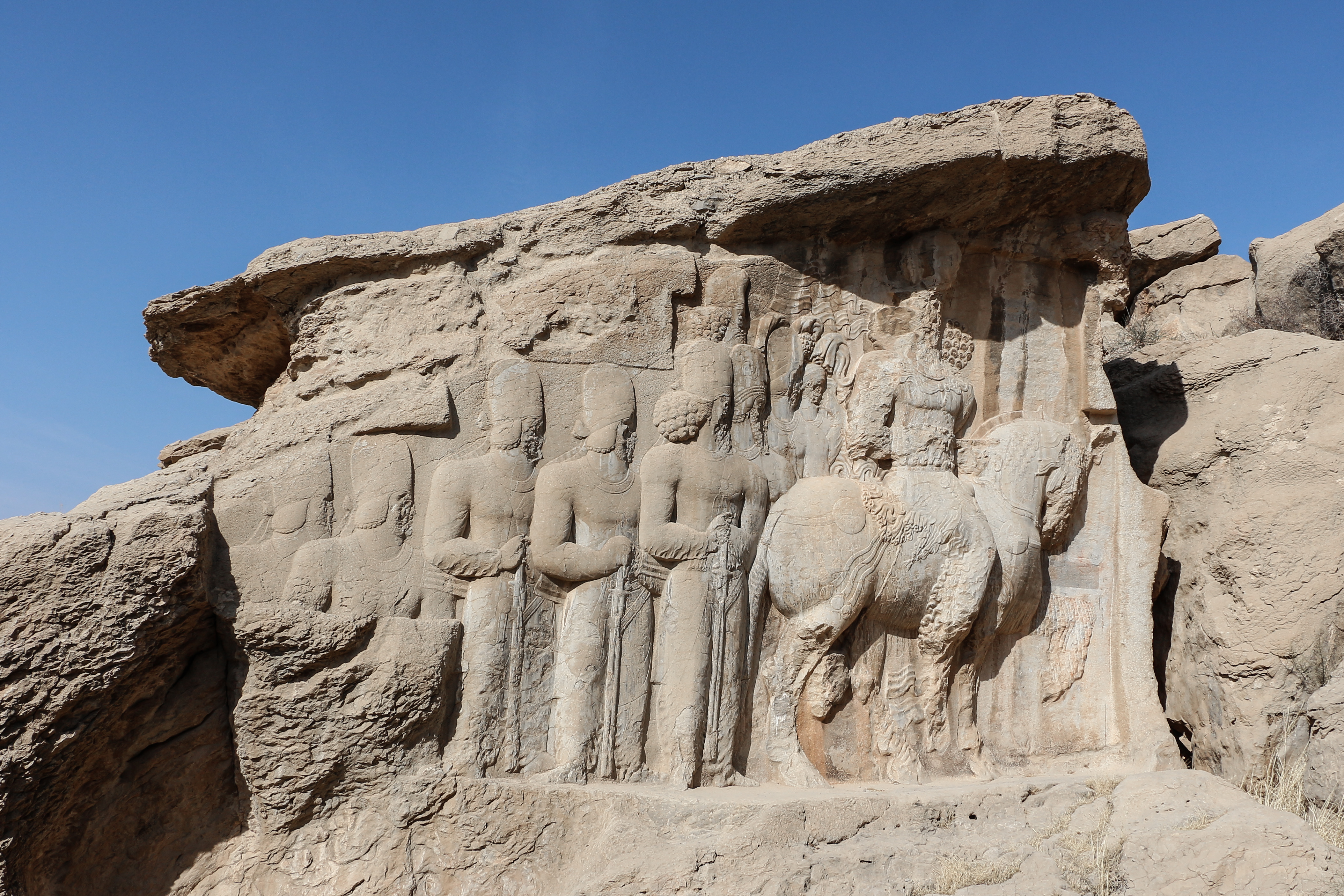
Sapor em parada com sua corte. Relevo de Naqsh-e Rajab

Sob Sapor, a corte, incluindo seus territórios, eram muito maiores do que no tempo de seu pai. Vários governadores (sátrapas) e reis vassalos foram citados em suas inscrições: Artaxer, governador de Gomã; Guarzines, em Gadas; Tianico, em Hamadã; Artaxer, em Neriz; Narses, em Rinde (localização incerta); Frices, em Bendosabora; Rastaco, em Gueartaxaro; Amazaspo III (r. 260–265), rei da Ibéria; Tirmer, castelão de Xarcarta. Seguindo seus antecessores, nomeia parentes e filhos às posições administrativas relevantes: Narses governou o recém-formado xar de "Sacastão, Turestão, Hindustão acima da costa do mar" (sksf‘n twrsf‘n W hndy ‘D YM dnby) como xá dos sacas; Hormisda-Artaxer governou a Armênia como apanágio (dstkrty) como grão-rei; Sapor governou a recém-tomada Mesena; Vararanes governou Gurgam (Hircânia) e Carmânia (após 262); Artaxer, que já governava a Carmânia desde o tempo de Artaxer I, mantém a posição; Artaxer (talvez irmão de Sapor I) governou Adiabena; Denaces governou Mesena após Sapor. Segundo Frye, obviamente eles não foram os únicos sátrapas no Império Sassânida, mas provavelmente tiveram intimas conexões com Sapor por parentesco, casamento ou por importância de sua família, posição ou estatuto.

### Corte e oficiais
Vários nomes de oficiais de Sapor também aparecem em suas inscrições e muitos eram filhos de oficiais que serviram sob seu pai: Pabeco serviu como comandante da guarda real (azarapates); Perozes como chefe da cavalaria (aspabides); Cirdisroes e Sapor como vice-reis (vitaxas); Gulbades como chefe de servos; Hormisda como escriba chefe (arquigramateu); Nadoces como carcereiro; Pabeco como tiroro (porteiro); Mercuastes como ganzofílaco (tesoureiro); Sapor e Vonones como superintendentes (framadares); Astates Mirranes como secretário (dabir); Zecas como mestre de cerimônias; Orodes como chefe de mercados (agorânomo); Sasano como juiz, Uardices como mestre do javali; Pabeco como espatóforo; Iesdibades como conselheiro de rainhas (andarzabides); Narses como chefe de suprimentos; [[Abursã (filho de Sapor)|Abursã]/Sapor, como darigbedo; Cartir, como mago; Hormisda, filho de Silaces, como dabir.
Na Feitos do Divino Sapor, vários nobres de sua corte são nomeados: Ualasses, filho de Pabeco; Sasano, "filho adotivo" da família Paricano; Sasano, "filho adotivo" da família Ciducano; Narses filho de Perozes; Narses filho de Sapor (talvez o irmão de Artaxer I); Artaxer filho de Gifer; Artaxer Varazes; Artaxer Surena; Artaxer Carano; Estredo Saimustes; Artaxer Artaxarisnum; Pazir Tamsabor; Tiasmices Nisabor; Vonones Saporsnum; Artabano de Demavende; Gundifer filho de Abgano; Rismaodes e Pabis Perosabor, filhos de Sombedes; Pabeco filho de Uisper; Ualasses filho de Seleuco; Pasferdes filho de Pasferdes; Abdagas filho do castelão; eunuco Sasano filho de Sasano; Bades filho de Gulibes; Cirdir filho de Artabano; Zaruandates filho de Bandigano; Ginar filho de Sasano; eunuco Manzices; Diomerdes filho de Rastaces; Vardanes filho de Naspades; Narses de Andegã; Artaxer, filho do vitaxa; Narses, filho de Barris; Sapor filho de Narses.

### Exército

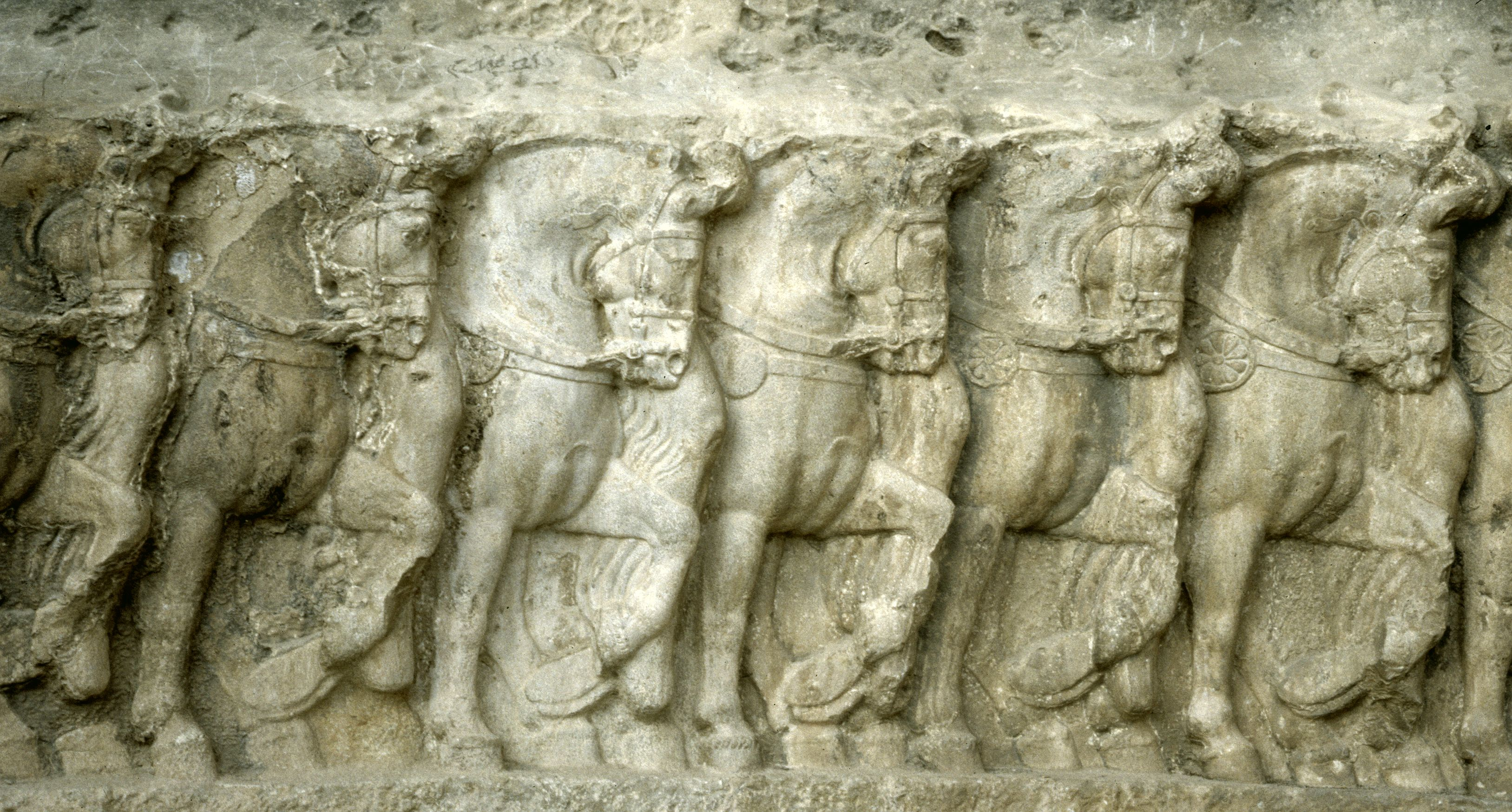
Detalhe da cavalaria persa em Bixapur III

Militarmente, o reinado de Sapor marcou o retorno dos militares a sua antiga posição após uma recessão relativamente longa no século II e início do III que permitiu incursões romanas no Oriente Médio e Mesopotâmia no final do Império Arsácida. O exército sassânida passou por três etapas de desenvolvimento e nas primeiras décadas estava no estágio "parta" no qual havia unidades de cavalaria pesada apoiadas por sagitários (arqueiros a cavalo) com armadura mais leve. Os cavaleiros savaranos, quando lutavam com os romanos, tinham como papel perturbar e "agrupar" a infantaria romana, a fim de fornecer alvos aos arqueiros a cavalo; mais tarde, especialmente após o reinado de Sapor, o papel dos sagitários declinou em importância. Além disso, já sob Sapor foram empregadas unidades de elefantes, como no Cerco de Hatra durante o qual esses animais foram usados para arrasar a cidade.

### Cunhagem

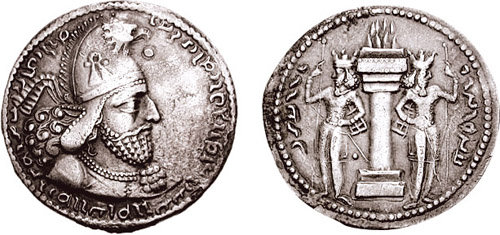
Dracma de Sapor do início de seu reinado. Seu busto aparece com o cola

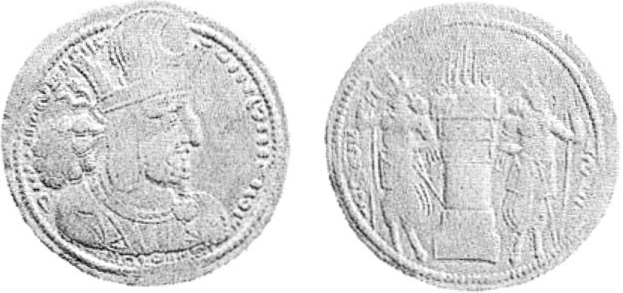
Dracma de bilhão de Sapor com prata degradada

Sob Sapor, houve uma completa reorganização do sistema monetário, porém as estruturas principais das moedas do tempo de Artaxes foram mantidas. A imagética introduzida por Artaxes, por exemplo, foi adotada virtualmente inalterada. No observo aparece o busto de Sapor com a coroa mural de Aúra-Masda; desse momento em diante cada xá utilizou sua própria coroa, que simbolizava sua aura divina. No reservo, há um altar de fogo ligeiramente diferente daquele usado por Artaxes flanqueado por dois criados usando coroas murais, sua provável imagem dual no papel de guardião do fogo sagrado. Seu título no obverso corresponde aquele de seu pai ("O divido mzdysn [adorador de Aúra-Masda] rei de reis, Sapor, (rei) dos Arianos, cuja semente é dos deuses") com uma inscrição análoga ("fogo de Sapor") no reverso. Seu título completo de "rei de reis dos arianos e não-arianos" não aparece em sua cunhagem (somente em suas inscrições), sendo introduzido nas moedas apenas no reinado de Hormisda. Numa emissão especial do início de seu reinado, Sapor aparece com uma cola (kolah) cabeça de água com o símbolo fravar (frawahr), semelhante aquela de um dos relevos de Firuzabade.
O conteúdo médio de prata dos dracmas de Sapor é de cerca de 4%, sendo superiores àqueles de Artaxes, e o dracma atingiu uma finesa de cerca de 94%. Raros tetradracmas de bilhão continuaram a ser feitos. Moedas de bronze em 4 denominações diferentes foram emitidas para serem usadas como troco em transações diárias nos mercados e moedas de cobre aparecem pela primeira vez, talvez à mesma função. Sapor continuou a emitir dinares, mas também emitiu frações de dinar como seu pai. Porém, a cunhagem de ouro era puramente prestigiosa e não tinha significado econômica como os coetâneos áureos do Império Romano. A tipologia fica inalterada em todo seu reinado, exceto por um grupo de dracmas estilisticamente relacionados a seus relevos que se destaca de todas as outras moedas em virtude de seu conteúdo de prata degradado. A análise metálica desses dracmas mostrou que o conteúdo de prata flutua entre 12 e 62% e em termos dos traços dos elementos, distinguem-se consideravelmente de dracmas de boa qualidade.

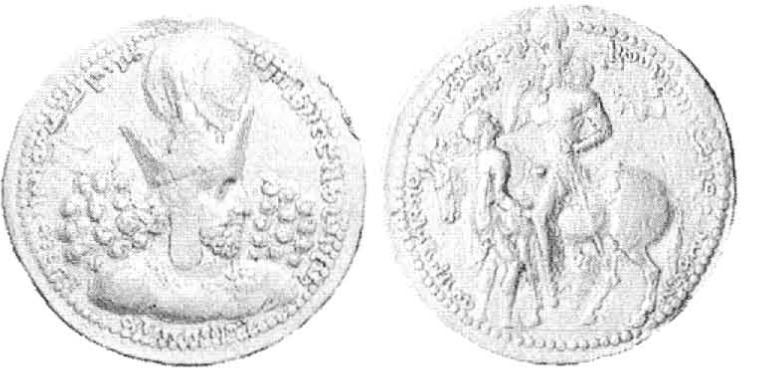
Dinar de Sapor. O xá está sobre seu cavalo e Filipe, o Árabe se submete

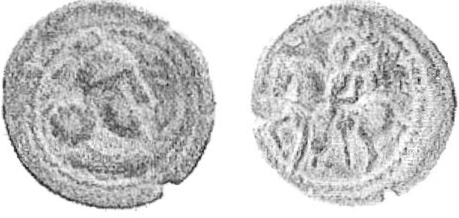
Moeda de bronze de Sapor cunhada em Marve

Durante suas campanhas em território romano, Sapor saqueou Antioquia e Samósata, duas cidades que sediavam casas da moeda. Segundo Michael Alram, foi conduzida análise metálica em 10 antoninianos de Valeriano (r. 253–260) e Galiano (r. 253–268) emitidos pouco antes da conquista persa. A análise demonstrou que o conteúdo de prata dos antoninianos tinha flutuação similar (13.5-31%) aos dracmas de Sapor de base de prata e uma comparação qualitativa dos componentes das moedas demonstrou que as moedas romanas e sassânidas possuem os mesmos elementos. Tais dados, segundo o autor, confirmam uma hipótese sugerida por Robert Göbl de que Sapor recunhou antoninianos obtidos como espólios de guerra em Antioquia e Samósata. Também cunhou uma moeda de ouro excepcional na qual no observo está seu busto, enquanto no reverso aparece montado sobre um cavalo com Filipe, o Árabe de pé diante dele. A inscrição do observo tem o título familiar de Sapor, mas nele também há o componente "rei de reis dos arianos e não-arianos". A legenda do reverso, anômala ao padrão sassânida, alude ao imperador submisso: "Isso foi na época em que colocou Filipe, César, e os Romanos em tributo e servidão" (ēn ān ka-š firipōs kēzar ud hrōmāy pad bāz ud bandag <īh> estād hēn).
Rika Gyselen sugeriu que ao menos quatro casas da moedas (de um máximo de 11) estavam operando à época. A principal ficava em Ctesifonte, e aquelas do Sacastão e Marve também estavam operando, ao menos ocasionalmente. A casa da moeda de Marve foi a primeira a colocar sua assinatura sobre o reverso de uma emissão rara de dinares de ouro, bem como durante esse tempo os reis locais de Marve receberam permissão de cunhar moedas de bronze nas quais há a inscrição mlwy MLKA e o busto do xá no obverso e a imagem do rei a cavalo como parte de uma cena de investidura no reverso.

### Programas de construção

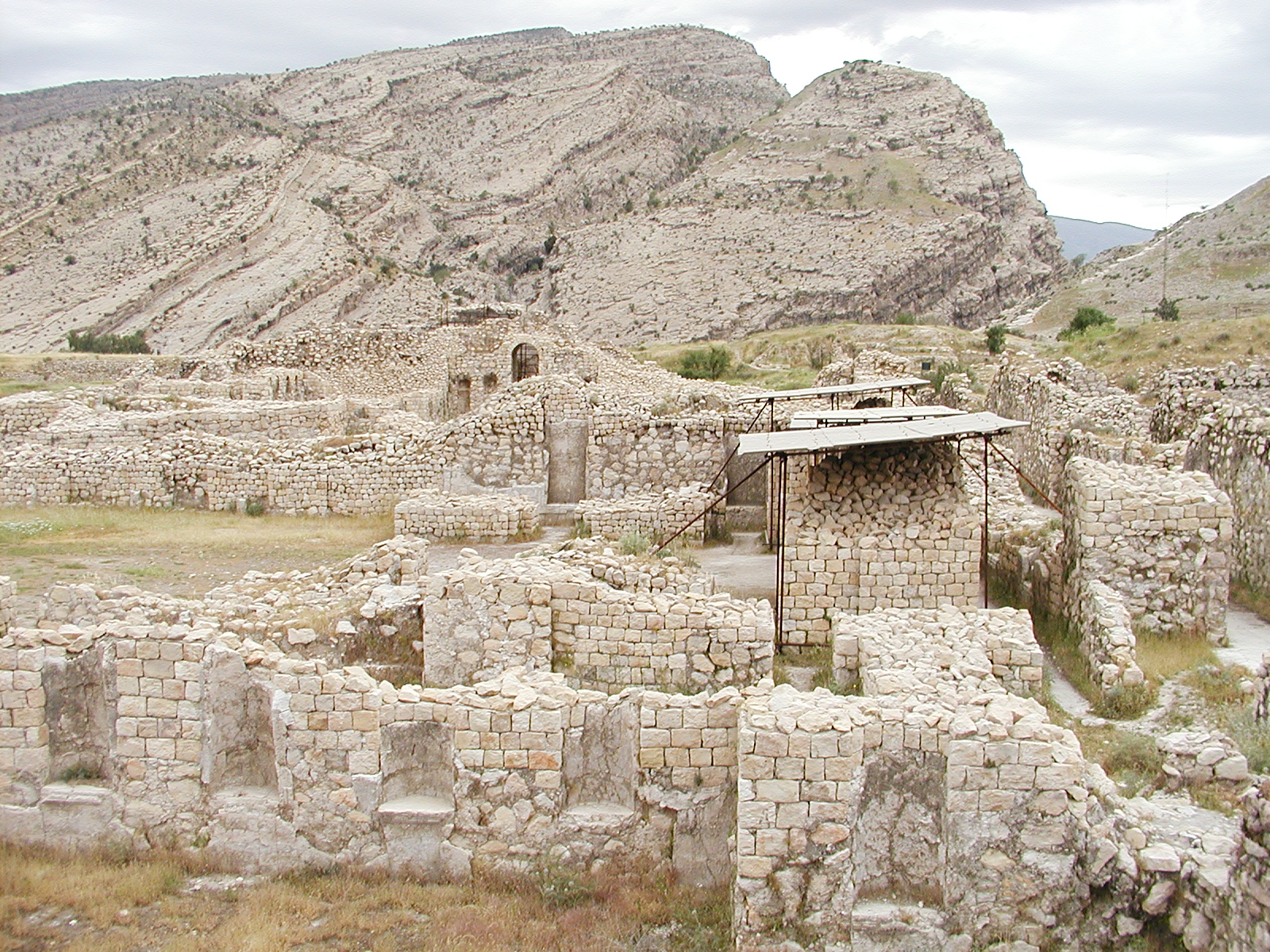
Ruínas de Bixapur

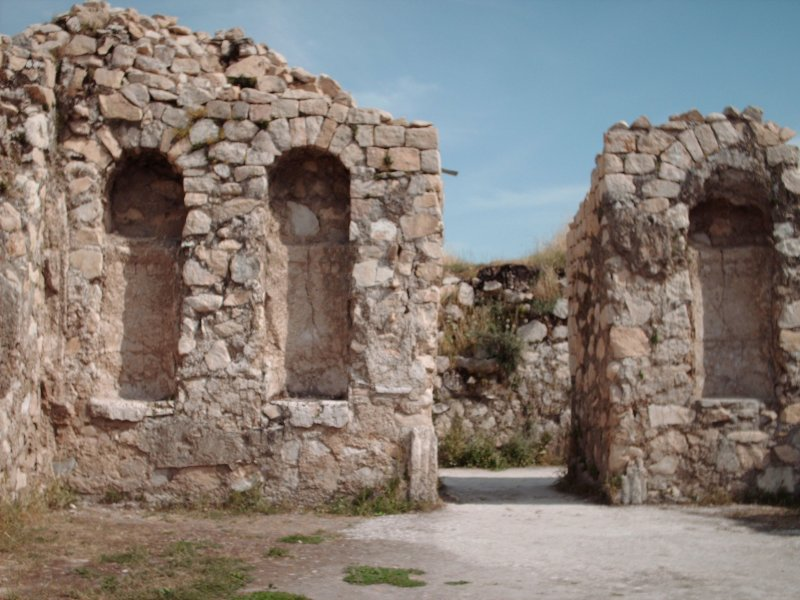
Ruínas do palácio de Sapor em Bixapur

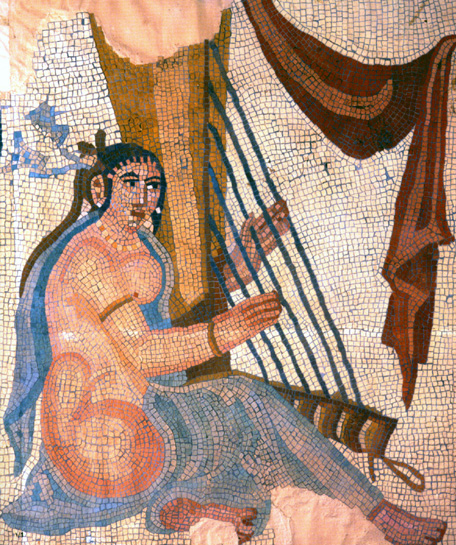
Mosaico de chão do palácio de Bixapur

Também ocorreu um período sem precedente de "construção de cidades" (fortificação de cidades ou renomeação e ampliação delas e então renomeação). Ao todo são conhecidas 15 cidades por ele refundadas. Misiche foi renomeada Perisapora (Pērōz-Šāpūr, lit. "Vitorioso Sapor") e serviu como principal armazém militar no fronte ocidental. Abarxar foi refundada como Nevexapur>Nixapur (Nēv-Šāpūr>Nišāpur, lit. "Excelente (é) Sapor") e parte de Susa foi rebatizada Hormisda-Ardaxir (Hormazd-Ardašir). Em Haçar-Xapur (Hasar-Šapur) ou Cosrau-Xapur (Khosrau-Šapur), no Garrafe em Cascar, assentou "pessoas do Oriente" (provavelmente persas alocados para assegurar o controle político e militar), enquanto funda Xadexapur (Šād-Šāpūr, lit. "Felicidade de Sapor") em Mesena (talvez identificada com Apólogo/Ubula). Ela era cidade e cora e foi chamada em aramaico como Rima ou Dima; pensou-se que seu nome completo era "Eranxade Xapur" (Ērān-shād Shābuhr, "A felicidade dos iranianos [é] Sapor"). No norte, cerca de 50 quilômetros acima de Baguedade, ele ou Sapor II refunda Buzurgue-Xapur (Ucbara).
Bixapur, que parece ser fundação real, surge ca. 266. Construiu muitos monumentos ali, e relevos em rochas numa garganta próximo, a Tang-e Čowgān. Numa caverna acima da garganta foi descoberta sua estátua colossal. Algumas versões da tradição histórica persa também lhe atribuem a construção de Hira, capital dos árabes lacmidas. Bendosabora (Gondēšāpur) foi "fundada" sobre o sítio da antiga Bete Lapate, cerca de 10 quilômetros ao sul de Dezful, para abrigar os deportados antioquenos. Segunda a estória narrada por Tabari, quando Sapor avançou ao sítio de Bendosabora para estabelecer suas fundações, passou pelo idoso Bil e perguntou-lhe: "é permissível para uma cidade ser construída nesse local?" Bil respondeu que "Se eu tiver a capacidade de escrever, apesar de ter idade avançada, então é permissível para você construir uma cidade nesse local." Sapor consente e ao preparar os planos da cidade, entregou Bil a um instrutor, com instruções para ensiná-lo a escrever e ser capaz de fazer cálculos aritméticos dentro de um ano. O instrutor trancou-se com Bil, cortou seu cabelo e barba e então começou a ensiná-lo. Ao concluir seus estudos e tornar-se habilidoso, Bil foi levado ao rei que ordenou que calculasse as despesas da cidade e criasse um procedimento contábil adequado para esses pagamentos. Sapor estabeleceu a cidade e zona circundante como divisão administrativa separada (cora) e chamou-a Bé-az-Andeu-Sapur (Beh-az-Andew-Šapur), "Cidade de Sapor melhor que Antioquia".
Uma represa em Avaz de mil metros de comprimento foi fundada por Artaxes I ou mais porventura Sapor. Fontes muçulmanas atribuem a fundação de Avaz a Artaxes sob nome de Hormisda-Ardaxir, porém ao que parece já havia um sítio no local da cidade à época, que foi renomeado e então aumentado por Sapor. Ele também construiu outra represa, de aproximados 400 metros de comprimento, através de Abé Diz, próximo de Desful, e dessa represa uma rede de canais conduziam água através da planície de Diz à recém-fundada Bendosabora. Segundo a tradição, no sul da Pérsia, nas fronteiras de Susiana, Sapor construiu uma ponte e uma represa através do Marune (antigo Tabe), bem como cavou canais, talvez para fornecer água para Reve-Ardaxir (Rev-Ardashir), cuja localização é incerta.
Esse intenso programa de construção parece ter tido um efeito colateral: a carência de mão de obra em territórios sassânidas. Sapor sanou o problema ao conduzir a movimentação forçada de populações para os centros urbanos recém-fundados como Bixapur e Bendosabora, como indicado nas fontes. A sugestão de que a transferências de populações da Síria serviu para remediar a carestia de mão de obra na Mesopotâmia e Susiana se baseia na especulação plausível de que a economia persa estava se expandindo e precisava de população extra para realizar seus desenvolvimentos. Nesse sentido, cativos da Síria serviram para suprir as oficinas reais e produzir itens requisitados pela casa real, bem como aumentar a renda da tributação.

### Religião

#### Zoroastrismo

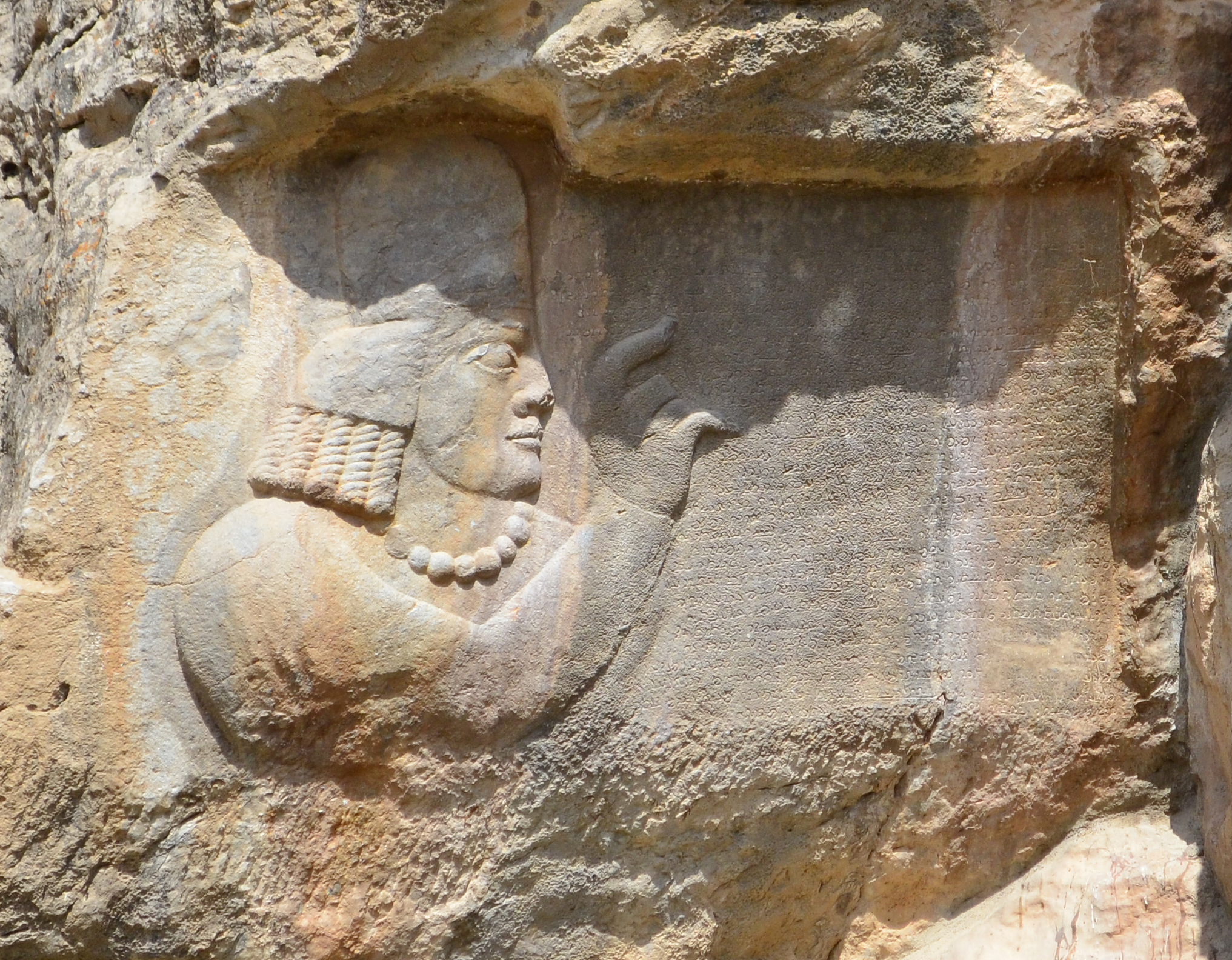
Inscrição de Cirdir em Naqsh-e Rajab. Nela, relata várias de suas realizações religiosas

Em todos os seus documentos, Sapor se refere como mzdysn (adorador de Aúra-Masda). Os Feitos cobre suas fundações religiosas com mesmo peso que suas guerras. Crendo que possuía uma missão na história, diz em sua inscrição: "Pela razão, portanto, que os deuses fizeram-nos seu instrumento (dstkrt), e que pela ajuda deles nós procuramos por nós mesmos, e mantivemos, todas essas nações (štry) [e] por aquela razão também fundamos, província por província, muitos fogos Baaram (twry wlhlʾn), e lidamos piamente com muitos magos (mowmard) e fizemos grande adoração aos deuses". Sapor fundou "fogos nomeados" (pad nām ādur) para ele e sua família imediata, e estabeleceu "dotações". Termina sua inscrição ao reenfatizar que "somos zelosos pelos servido e adoração deles, e somos seus instrumentos" e que "com ajuda deles" alcançou sua obra. O mago Cirdir diz que mostrou favor aos zoroastristas e permitiu a seus sacerdotes acompanhar seu exército nas campanhas contra romanos. Mas embora devoto, não fez o zoroastrismo a religião imperial e não há evidência de uma religião estatal organizada à época.
Segundo Dencarde, Sapor "reuniu escritos não-religiosos de medicina, astronomia, movimento, tempo, espaço, substância, acidente, devir, decadência, transformação, lógica e outros ofícios e habilidades que estavam dispersos na Índia, Roma e outras terras, e uniu-os ao Avestá, e exigiu que uma cópia fosse feita de todos os escritos que eram impecáveis e fossem depositados no Tesouro Real. E propôs para deliberação a anexação de todos aqueles puros (ensinamentos) à religião mazdeísta." Livros zoroastristas sobreviventes contêm elementos de pensamentos científicos helenísticos e indianos, o que para Shahbazi prova que o esforço de Sapor para fazer o Avestá uma enciclopédia "autorizada" de seu tempo foi bem-sucedida. Por outro lado, continua o autor, sua tolerância religiosa favoreceu todos os seus súditos: cristãos, judeus e maniqueístas. O grego e siríaco tornaram-se comuns com os deportados em suas campanhas e vários livros sobre ciências (sobretudo obras astronômicas, como Ptolemeu) foram traduzidos ao pálavi.

#### Judaísmo

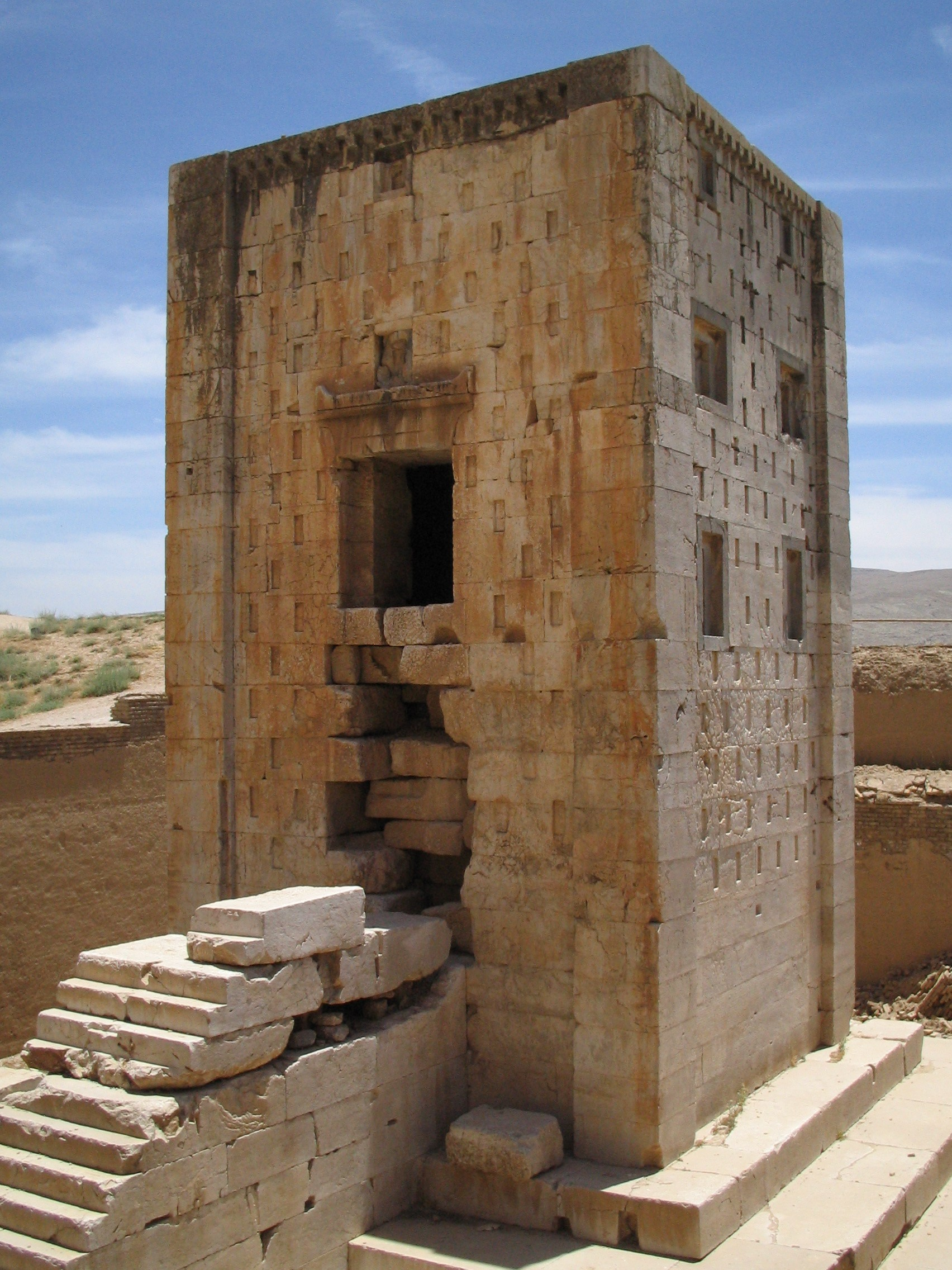
Cubo de Zaratustra, monumento no qual o xá gravou a inscrição conhecida como Feitos do Divino Sapor

No período liberal que representou seu reinado, encontros entre as autoridades judaicas, como apresentado na Talmude babilônica, devem ter ocorrido com frequência na Pérsia e estes indivíduos trocaram tradições legais e focaram seus interesses em teologia, medicina e astronomia-astrologia. Algumas estórias da Talmude colocam Sapor em diálogo com sábios rabínicos, sobretudo o amorá Samuel. Nos diálogos geralmente aparece como apoiante de rabinos, e inclusive participando em discussões legais rabínicas. Como notou o estudioso Jason Mokhtarian, judeus e masdeístas apelaram ao xá na condição de figura autoritativa; segundo ele, o dictum de Samuel (dina demalkhuta dina, "a lei do reino é a lei"), em consonância com o alegado apoio de Sapor às suas decisões legais, "mostra que os rabinos interpretavam a autoridade do Antigo Império Sassânida como a autoridade e identidade rabínica babilônica". Há também outra estória na qual Samuel age como conselheiro do rei, interpretando seus sonhos:
| “ | Rei Sapor disse a Samuel: 'vocês judeus dizem que são muito sábios. Diga-me o que verei em meu sonho'. [Samuel] respondeu-lhe: 'você verá os romanos virem e se apoderarem de você, e eles farão você cuidar de porcos com um bastão de ouro.' [Rei Sapor] pensou sobre [isso] e viu-o. | ” |

#### Cristianismo
Muitos deportados vindos em suas campanhas eram cristãos, e por não serem mais perseguidos, prosperaram e se multiplicaram em Susiana, Pérsia e Irã Oriental, construindo igrejas e mosteiros e mesmo estabelecendo bispados. Eles gozariam de novo período de estabilidade na Pérsia sob Isdigerdes I (r. 399–420), momento no qual projetam sua posição favorável ao reinado de Sapor, criando uma contra-narrativa anacrônica na qual o xá apoiou o asceta do século IV Mar Eugênio em vez de Maniqueu, permitindo-lhe viajar livremente por todo o reino. A maioria dos cristãos deportados eram falantes de grego e apesar de seu grande número, não conseguiram transmitir um caráter helenístico à Igreja na Pérsia.

#### Maniqueísmo

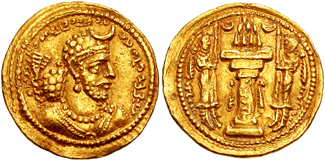
Dinar de r.

Segundo passagem danificada do Códice de Mani de Colônia a primeira audiência de Maniqueu com Sapor ocorreu em 241 ou 242. Segundo tal relato, Maniqueu aproximou-se de Sapor e seus nobres em meio a uma caçada e após fazer a prosquínese, ensinou-lhe sabedoria (sofia) e todos os mandamentos; incluiu em suas instruções as "duas naturezas" e o "começo, meio e fim". A mesma obra afirma que o rei e os nobres aceitaram com alegria os mandamentos e permitiram que ele ensinasse-o em seu reino. Segundo 1 Ke, Maniqueu foi honrado e recebeu livre acesso a todo império, tendo inclusive passado alguns anos no séquito de Sapor; segundo ibne Nadim, Perozes, irmão de Sapor, patrocinou-o, enquanto segundo 2 Ke, foi Cardel filho de Artabano que introduziu-o ao xá depois dele derrotar Jodasfes. No excerto K338 do Códex Kephalaia, Maniqueu é indicado ao xá como alguém capaz de resgatar o orgulho do Império Sassânida contra Jodasfes. Ao derrotar seu rival, recebe do xá permissão para transmitir seus ensinamentos no país.

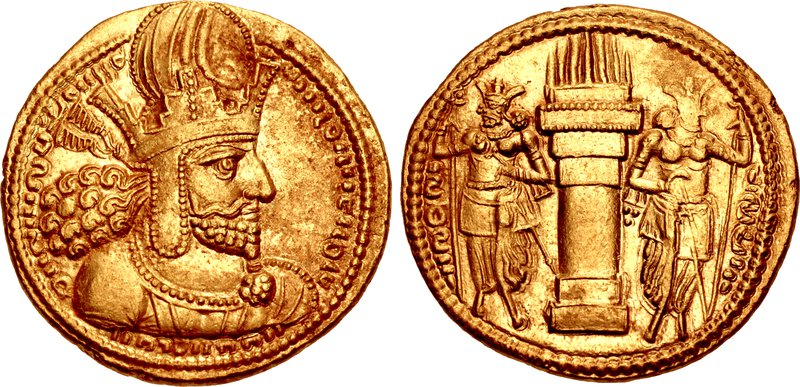
Dinar de Sapor de ca. 260-272

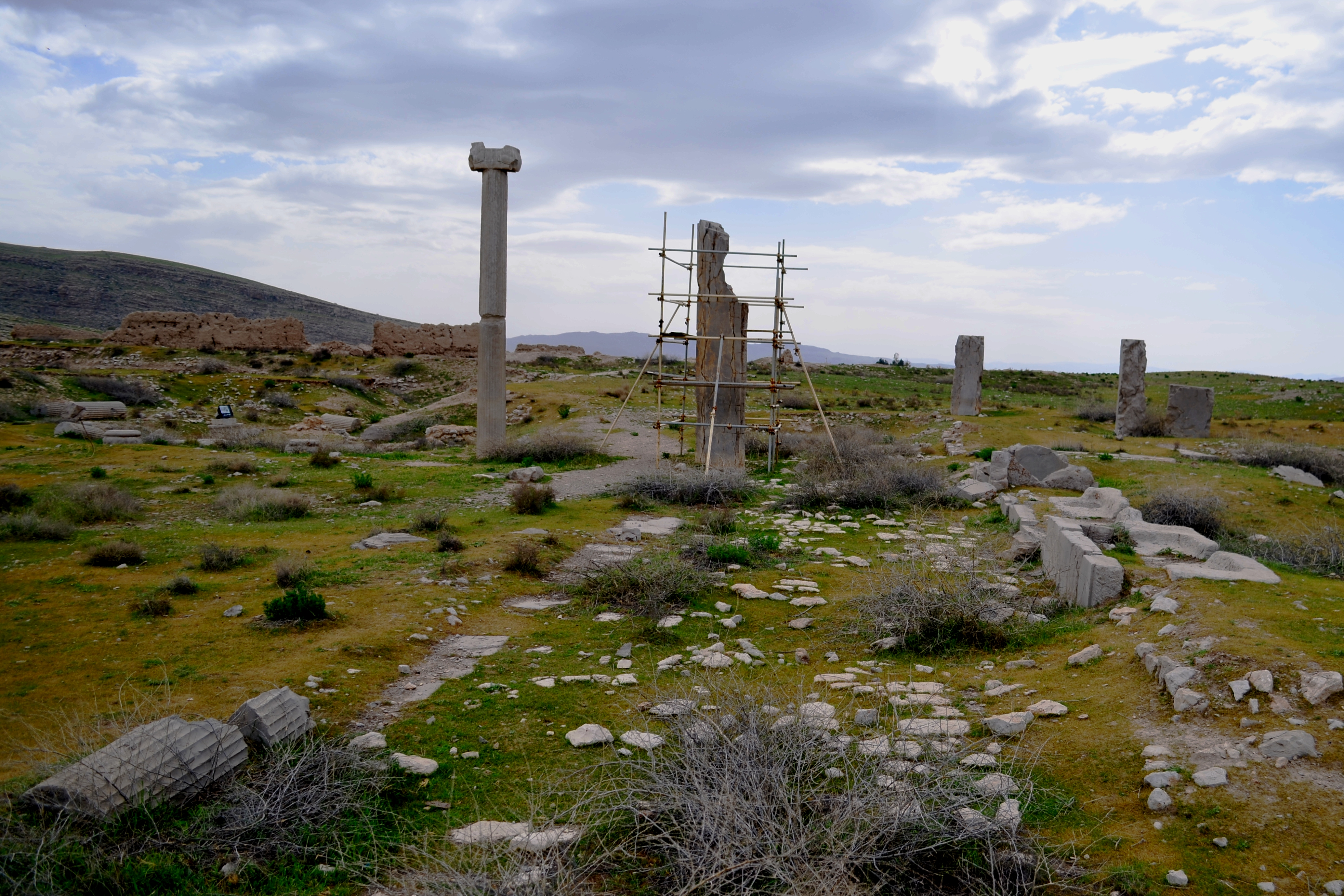
Ruínas de Estacar

Para Iain Gardner, a natureza da relação de Maniqueu e Sapor é incerta, mas é provável que o último era seu patrocinador.  Para Shapur Shahbazi, por sua vez, Maniqueu tentou duro e mesmo escreveu um livro em nome do xá, mas falhou em convertê-lo, pois os dois eram ideologicamente irreconciliáveis. Segundo o Códex Kephalaia, Sapor possuía em seu séquito o sábio chamado Gundexe que debateu com Maniqueu e posteriormente reconheceu sua supremacia. Em K75, Maniqueu reclama que o xá constantemente convoca-o e em K345, aparece ensinando Sapor e outros membros do palácio. Num dos encontros, o catecúmeno Pabeco anuncia sua intenção de proclamar a sabedoria de Maniqueu diante dos "príncipes", implicando que seria recomendado a um pequeno grupo da elite, fato confirmado por cartas de recomendação enviadas por Sapor em nome de Maniqueu aos governadores provinciais.
A visão maniqueísta e árabe posterior de que Sapor era um monarca religiosamente tolerante não é vista com unanimidade pela historiografia. Para Philip G. Kreyenbroek, por exemplo, a doutrina zoroastrista se baseava numa forte ortopraxia ligada à observação das tradições e a realização de rituais com liturgias avésticas por um sacerdócio hereditário. Para conciliar, segundo o que as fontes revelam, o apoio que Sapor demonstrou a Maniqueu, alguns historiadores sugeriram que o xá pensou o maniqueísmo como um "zoroastrismo reformado", porém para Kreyenbroek é mais provável supor que ele, embora ciente da importância da religião para o governo sassânida, não estava vinculado a uma tradição religiosa particular. Outrossim, com o sucesso do cristianismo no vizinho Império Romano, Sapor deve ser sabiamente "sentado no muro" até que ficou claro se o maniqueísmo teria sucesso semelhante.
Para Touraj Daryanne, contudo, Sapor entendeu que de modo a ter um império universal, uma religião universal como o maniqueísmo que podia cimentar lealdade ao rei e Estado era muito desejosa. Ele pode ter começado a imaginar que o conceito de Iranxar não necessariamente estava ligado ao zoroastrismo, embora tinha sua origem naquela tradição, e que cada cidadão, homem (mard ī šahr) ou mulher (zan ī šahr), deveria ser capaz de considerar-se como iranianos (Ērānagān).

#### Outras religiões
Anedoticamente, diz-se que o xá era persuadido por sacerdotes e adoradores do diabo, uma clara alusão a presença do culto de outras divindades em seu reinado, como aquele de Anaíta em Estacar e Bixapur; a evidência a tal culto está presente, por exemplo, no nome de sua filha e esposa Aduranaíde. Por sua vez, o budismo se espalhou para o interior do Império Sassânida e estabeleceu-se como uma importante religião nos territórios orientais.

## Família

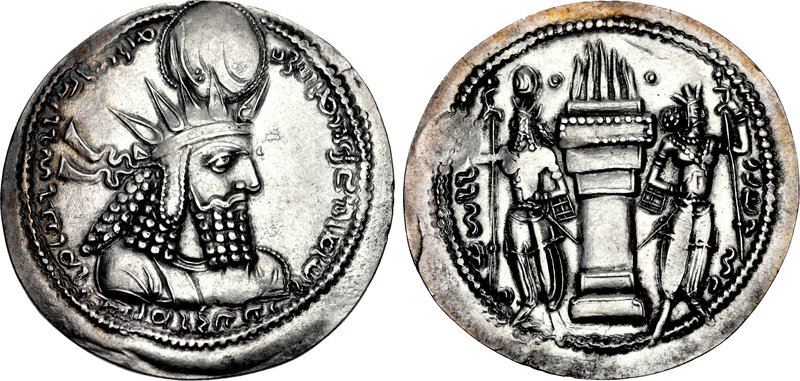
Dracma de r.

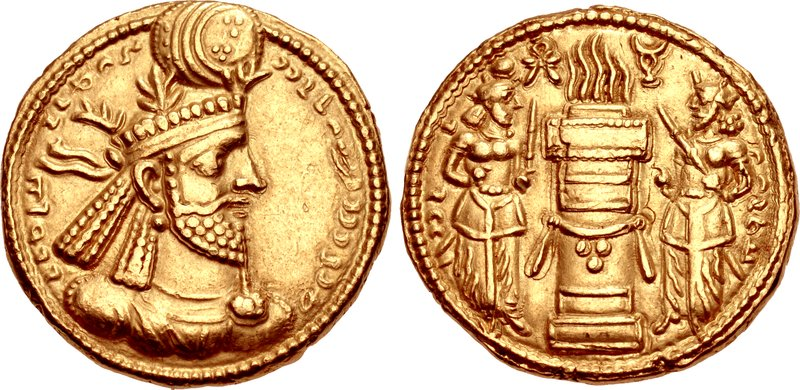
Dinar de r.

Sapor era filho de Artaxes e Murrode; outros pensam ser Denaces, uma possível irmã de Artaxes; A tradição preservada em Tabari indica que Sapor possivelmente descendia dos arsácidas através de sua mãe, porém tal afirmação é tida como lendária a julgar que Sapor participou nas expedições de seu pai para destronar a dinastia reinante. No Feitos do Divino Sapor são citadas Cornanzém e Estariade, duas possíveis esposas, e Richard Nelson Frye supôs Denaces, tida por alguns como irmã de Artaxes, também era sua esposa. Tabari também registra outra tradição na qual uma dama árabe chamada Nadira, filha do rei de Hatra Daizane (Sanatruces II), traiu seu pai durante o cerco persa de 240/241 e entregou a cidade a Sapor; eles teriam se casado em Aim Atamir. Tempos depois, porém, Sapor ordenou que Nadira fosse executada. Hâmeza de Ispaã atribui-lhe outra esposa de nome Curdezade, filha de Mitraces e suposta mãe de Hormisda, mas ela é tida como ficcional ou pode ser a corrupção do nome de Cornanzém.
Sapor teve quatro filhos: Hormisda I (r. 270–271), que reinou sobre a Armênia desde sua segunda campanha e foi seu sucessor imediato; Vararanes I (r. 271–274) que ascende ao trono com a morte de Hormisda; Narses I (r. 293–302) que ascendeu ao trono duas décadas depois; e Sapor, que morreu antes de seu pai. Também há menção nos Feitos do Divino Sapor de suas filhas Saburductace, que casar-se-ia com seu irmão Narses, e Aduranaíde, que tinha o título de rainha de rainhas (*bānbišnān bānbišn); foi proposto que Aduranaíde também fosse uma das esposas de Sapor. A tradição posterior de Pseudo-Zacarias Retórico atribui-lhe outra suposta filha, chamada Jobias, que supostamente foi curada de uma enfermidade pelo santo Ciríaco de Roma.
Segundo uma estória, Artaxes enfrentou grande perigo ao lutar com rebeldes e o mais tenaz deles era o magnata Meraque (Mehrak; alusão à parta Casa de Mirranes). Uma saga indiana alegadamente dizia que o Império Sassânida apenas entraria em paz quando as famílias de Artaxes e Meraque governassem. Temeroso, Artaxes ordena a aniquilação da casa de Meraque, com exceção de apenas uma dama de extraordinária beleza e força física que viveu junto de pastores. Sapor encontra-a numa excursão de caça e casou-se com ela. Da união nasceu Hormisda, que foi criado secretamente até Artaxes reconhecê-lo. As famílias se uniram, como profetizado, e Hormisda trouxe paz e união ao Irã.

## Avaliação
Agátias descreveu Sapor como muito perverso e sanguinário. Tabari, por outro lado, disse que os persas conheceram, antes que o poder real passasse para ele e durante a vida de seu pai, a inteligência, a virtude e o conhecimento de Sapor, combinados com ardor na batalha, eloquência e inteligência, ternura por seus súditos e brandura. Abu Almançor Ataalibi afirmou que "Sapor superou Artaxes em generosidade e oratória".